# Чемпионат России по баскетболу 2012/2013
Чемпионат России по баскетболу 2012/2013 (официально носивший название Чемпионат БЕКО ПБЛ) является 3-м сезоном, проводимым под эгидой Профессиональной баскетбольной лиги, и 22-м чемпионатом России. Победителем чемпионата стал ЦСКА.

## Объединение с Единой лигой ВТБ
В январе 2012 года появилась информация о том, что на базе Единой лиги ВТБ будет создана профессиональная Восточно-Европейская баскетбольная лига, которая будет проводить открытый чемпионат России. Фактически объединения не состоялось. 15 июля 2012 года прошел Совет Единой лиги ВТБ, который утвердил формат и регламент турнира. 16 июля 2012 года прошёл совет ПБЛ, который подготовил для утверждения проект регламента чемпионата России.
2 октября 2012 года клубы ПБЛ обратились к Президенту Единой лиги ВТБ, чтобы ПБЛ стала структурным подразделением Единой лиги и совместно проводили свои чемпионаты. 
3 октября 2012 года Сергей Иванов дал согласие с условием, чтобы клубы ПБЛ сами договаривались с РФБ о чемпионате России.
31 октября 2012 года компания БЕКО стала спонсором Единой лиги ВТБ.

## Регламент
Регулярный чемпионат проходит в два круга с октября 2012 года по апрель 2013 года по итогом которого определяется чемпион России. Все команды встречаются между собой на домашних и гостевых аренах. Матчи российских клубов, выступающих в Единой лиги ВТБ между собой на групповом этапе, будут включены в зачет в чемпионата России.
Всего в регулярном сезоне каждая команда сыграет 18 матчей.

## Турнирная таблица
| Место                 | Команда          | Игры | Поб | Пор | Забито | Пропущено | +/-  | Очки |
| --------------------- | ---------------- | ---- | --- | --- | ------ | --------- | ---- | ---- |
| 1                     | ЦСКА             | 18   | 16  | 2   | 1414   | 1160      | +254 | 34   |
| 2                     | Химки            | 18   | 13  | 5   | 1466   | 1369      | +97  | 31   |
| 3                     | Спартак СПб      | 18   | 10  | 8   | 1264   | 1244      | +20  | 28   |
| 4                     | Локомотив-Кубань | 18   | 9   | 9   | 1316   | 1340      | −24  | 27   |
| 5                     | Триумф           | 18   | 8   | 10  | 1324   | 1377      | −53  | 26   |
| 6                     | УНИКС            | 18   | 8   | 10  | 1273   | 1253      | +20  | 26   |
| 7                     | Красные крылья   | 18   | 8   | 10  | 1265   | 1277      | −12  | 26   |
| 8                     | Нижний Новгород  | 18   | 8   | 10  | 1301   | 1283      | +18  | 26   |
| 9                     | Спартак-Приморье | 18   | 7   | 11  | 1255   | 1401      | −146 | 25   |
| 10                    | Енисей           | 18   | 3   | 15  | 1230   | 1404      | −174 | 21   |
| Данные на 13.05.2013. |                  |      |     |     |        |           |      |      |

Источник:  (недоступная ссылка),  (недоступная ссылка)

## Результаты

### Первый круг
| 3 октября 2012 18:45 | Отчёт | Спартак-Приморье                    | 51:82    | ЦСКА                                 | Спорткомплекс «Олимпиец», Владивосток Зрителей: 2000 Судьи: Сергей Круг (Новосибирск) ; Василий Галкин (Челябинск) ; Фёдор Дмитриев (Московская обл.) |
| 3 октября 2012 18:45 | Отчёт | 23:17, 4:25, 13:21, 11:19           |          |                                      | Спорткомплекс «Олимпиец», Владивосток Зрителей: 2000 Судьи: Сергей Круг (Новосибирск) ; Василий Галкин (Челябинск) ; Фёдор Дмитриев (Московская обл.) |
| 3 октября 2012 18:45 | Отчёт | Трой Гиленвотэ 17                   | Очки     | Милош Теодосич 16                    | Спорткомплекс «Олимпиец», Владивосток Зрителей: 2000 Судьи: Сергей Круг (Новосибирск) ; Василий Галкин (Челябинск) ; Фёдор Дмитриев (Московская обл.) |
| 3 октября 2012 18:45 | Отчёт | Трой Гиленвотэ, Майкл Эфевберх по 6 | Подборы  | Андрей Воронцевич, Виктор Хряпа по 6 | Спорткомплекс «Олимпиец», Владивосток Зрителей: 2000 Судьи: Сергей Круг (Новосибирск) ; Василий Галкин (Челябинск) ; Фёдор Дмитриев (Московская обл.) |
| 3 октября 2012 18:45 | Отчёт | Майкл Эфевберх 3                    | Передачи | Милош Теодосич 5                     | Спорткомплекс «Олимпиец», Владивосток Зрителей: 2000 Судьи: Сергей Круг (Новосибирск) ; Василий Галкин (Челябинск) ; Фёдор Дмитриев (Московская обл.) |

| 3 октября 2012 19:30 | Отчёт | Химки                      | 76:72    | Триумф            | Дворец спорта «Новатор», Химки Зрителей: 3000 Судьи: Сергей Буланов (Ульяновск) ; Илья Путенко (Санкт-Петербург) ; Игорь Деменков (Санкт-Петербург) |
| 3 октября 2012 19:30 | Отчёт | 15:18, 19:14, 17:17, 25:23 |          |                   | Дворец спорта «Новатор», Химки Зрителей: 3000 Судьи: Сергей Буланов (Ульяновск) ; Илья Путенко (Санкт-Петербург) ; Игорь Деменков (Санкт-Петербург) |
| 3 октября 2012 19:30 | Отчёт | Виталий Фридзон 20         | Очки     | Сергей Карасёв 23 | Дворец спорта «Новатор», Химки Зрителей: 3000 Судьи: Сергей Буланов (Ульяновск) ; Илья Путенко (Санкт-Петербург) ; Игорь Деменков (Санкт-Петербург) |
| 3 октября 2012 19:30 | Отчёт | Джеймс Огастин 8           | Подборы  | Тивайн Макки 9    | Дворец спорта «Новатор», Химки Зрителей: 3000 Судьи: Сергей Буланов (Ульяновск) ; Илья Путенко (Санкт-Петербург) ; Игорь Деменков (Санкт-Петербург) |
| 3 октября 2012 19:30 | Отчёт | Зоран Планинич 5           | Передачи | Юваль Наими 5     | Дворец спорта «Новатор», Химки Зрителей: 3000 Судьи: Сергей Буланов (Ульяновск) ; Илья Путенко (Санкт-Петербург) ; Игорь Деменков (Санкт-Петербург) |

| 3 октября 2012 19:00 | Отчёт | Локомотив-Кубань              | 74 : 72  | Красные крылья                   | Спортивный комплекс «Баскет-Холл», Краснодар |
| 3 октября 2012 19:00 | Отчёт | 21:17, 17:20, 16:17, 20:18    |          |                                  | Спортивный комплекс «Баскет-Холл», Краснодар |
| 3 октября 2012 19:00 | Отчёт | Ник Калатес 18                | Очки     | Андре Смит, Честер Симмонс по 18 | Спортивный комплекс «Баскет-Холл», Краснодар |
| 3 октября 2012 19:00 | Отчёт | Ник Калатес, Алекс Марич по 7 | Подборы  | Никита Балашов 6                 | Спортивный комплекс «Баскет-Холл», Краснодар |
| 3 октября 2012 19:00 | Отчёт | Ник Калатес 3                 | Передачи | Аарон Майлз 5                    | Спортивный комплекс «Баскет-Холл», Краснодар |

| 3 октября 2012 19:15 | Отчёт | Нижний Новгород                  | 86:73    | УНИКС               | Нагорный дворец спорта профсоюзов, Нижний Новгород Зрителей: 1500 Судьи: Антон Махлин (Санкт-Петербург) ; Владимир Охрименко (Уфа) ; Алексей Давыдов (Москва) |
| 3 октября 2012 19:15 | Отчёт | 25:20, 19:29, 28:12, 14:12       |          |                     | Нагорный дворец спорта профсоюзов, Нижний Новгород Зрителей: 1500 Судьи: Антон Махлин (Санкт-Петербург) ; Владимир Охрименко (Уфа) ; Алексей Давыдов (Москва) |
| 3 октября 2012 19:15 | Отчёт | Примож Брежец, Оби Троттер по 16 | Очки     | Три игрока по 13    | Нагорный дворец спорта профсоюзов, Нижний Новгород Зрителей: 1500 Судьи: Антон Махлин (Санкт-Петербург) ; Владимир Охрименко (Уфа) ; Алексей Давыдов (Москва) |
| 3 октября 2012 19:15 | Отчёт | Примож Брежец 10                 | Подборы  | Костас Каймакоглу 6 | Нагорный дворец спорта профсоюзов, Нижний Новгород Зрителей: 1500 Судьи: Антон Махлин (Санкт-Петербург) ; Владимир Охрименко (Уфа) ; Алексей Давыдов (Москва) |
| 3 октября 2012 19:15 | Отчёт | Оби Троттер 5                    | Передачи | Пётр Самойленко 4   | Нагорный дворец спорта профсоюзов, Нижний Новгород Зрителей: 1500 Судьи: Антон Махлин (Санкт-Петербург) ; Владимир Охрименко (Уфа) ; Алексей Давыдов (Москва) |

| 3 октября 2012 19:10 | Отчёт | Енисей                    | 64:70    | Спартак СПб           | Дворец спорта имени Ивана Ярыгина, Красноярск Зрителей: 3800 Судьи: Семён Овинов (Москва) ; Александр Говердовский (Москва) ; Сергей Беляков (Ижевск) |
| 3 октября 2012 19:10 | Отчёт | 22:17, 18:19, 15:18, 9:16 |          |                       | Дворец спорта имени Ивана Ярыгина, Красноярск Зрителей: 3800 Судьи: Семён Овинов (Москва) ; Александр Говердовский (Москва) ; Сергей Беляков (Ижевск) |
| 3 октября 2012 19:10 | Отчёт | Джейсон Рич 15            | Очки     | Патрик Беверли 21     | Дворец спорта имени Ивана Ярыгина, Красноярск Зрителей: 3800 Судьи: Семён Овинов (Москва) ; Александр Говердовский (Москва) ; Сергей Беляков (Ижевск) |
| 3 октября 2012 19:10 | Отчёт | Забиан Доуделл 7          | Подборы  | Владимир Драгичевич 6 | Дворец спорта имени Ивана Ярыгина, Красноярск Зрителей: 3800 Судьи: Семён Овинов (Москва) ; Александр Говердовский (Москва) ; Сергей Беляков (Ижевск) |
| 3 октября 2012 19:10 | Отчёт | Андрей Комаровский 4      | Передачи | Зак Райт 3            | Дворец спорта имени Ивана Ярыгина, Красноярск Зрителей: 3800 Судьи: Семён Овинов (Москва) ; Александр Говердовский (Москва) ; Сергей Беляков (Ижевск) |

| 14 октября 2012 17:00 | Отчёт | ЦСКА                       | 77:52    | Енисей                                    | Универсальный спортивный комплекс ЦСКА, Москва Зрителей: 1500 Судьи: Антон Махлин (Санкт-Петербург) ; Оскар Луцис (Рига) ; Алексей Давыдов (Москва) |
| 14 октября 2012 17:00 | Отчёт | 21:10, 18:15, 19:14, 19:13 |          |                                           | Универсальный спортивный комплекс ЦСКА, Москва Зрителей: 1500 Судьи: Антон Махлин (Санкт-Петербург) ; Оскар Луцис (Рига) ; Алексей Давыдов (Москва) |
| 14 октября 2012 17:00 | Отчёт | Дрю Николас 14             | Очки     | Алексей Котишевский, Забиан Доуделл по 10 | Универсальный спортивный комплекс ЦСКА, Москва Зрителей: 1500 Судьи: Антон Махлин (Санкт-Петербург) ; Оскар Луцис (Рига) ; Алексей Давыдов (Москва) |
| 14 октября 2012 17:00 | Отчёт | Виктор Хряпа 10            | Подборы  | Андрей Комаровский, Хасан Ризвич по 5     | Универсальный спортивный комплекс ЦСКА, Москва Зрителей: 1500 Судьи: Антон Махлин (Санкт-Петербург) ; Оскар Луцис (Рига) ; Алексей Давыдов (Москва) |
| 14 октября 2012 17:00 | Отчёт | Дрю Николас 4              | Передачи | Андрей Комаровский 4                      | Универсальный спортивный комплекс ЦСКА, Москва Зрителей: 1500 Судьи: Антон Махлин (Санкт-Петербург) ; Оскар Луцис (Рига) ; Алексей Давыдов (Москва) |

| 15 октября 2012 19:00 | Отчёт | УНИКС                            | 51:52    | Спартак СПб             | Баскет-холл, Казань Зрителей: 3000 Судьи: Саша Пукл (Марибор) ; Олег Латышев (Рига) ; Алексей Давыдов (Москва) |
| 15 октября 2012 19:00 | Отчёт | 14:15, 19:18, 7:13, 11:6         |          |                         | Баскет-холл, Казань Зрителей: 3000 Судьи: Саша Пукл (Марибор) ; Олег Латышев (Рига) ; Алексей Давыдов (Москва) |
| 15 октября 2012 19:00 | Отчёт | Чак Эйдсон, Террелл Лайдэй по 13 | Очки     | Лукас Маврокефалидес 14 | Баскет-холл, Казань Зрителей: 3000 Судьи: Саша Пукл (Марибор) ; Олег Латышев (Рига) ; Алексей Давыдов (Москва) |
| 15 октября 2012 19:00 | Отчёт | Костас Каймакоглу 6              | Подборы  | Фёдор Дмитриев 6        | Баскет-холл, Казань Зрителей: 3000 Судьи: Саша Пукл (Марибор) ; Олег Латышев (Рига) ; Алексей Давыдов (Москва) |
| 15 октября 2012 19:00 | Отчёт | Пётр Самойленко 3                | Передачи | Патрик Беверли 4        | Баскет-холл, Казань Зрителей: 3000 Судьи: Саша Пукл (Марибор) ; Олег Латышев (Рига) ; Алексей Давыдов (Москва) |

| 18 октября 2012 19:30 | Отчёт | Локомотив-Кубань           | 64:78    | Спартак-Приморье  | Спортивный комплекс «Баскет-Холл», Краснодар Зрителей: 1000 |
| 18 октября 2012 19:30 | Отчёт | 15:32, 15:15, 18:10, 16:21 |          |                   | Спортивный комплекс «Баскет-Холл», Краснодар Зрителей: 1000 |
| 18 октября 2012 19:30 | Отчёт | Симас Ясайтис 18           | Очки     | Трой Гиленвотэ 23 | Спортивный комплекс «Баскет-Холл», Краснодар Зрителей: 1000 |
| 18 октября 2012 19:30 | Отчёт | Алекс Марич 12             | Подборы  | Трой Гиленвотэ 17 | Спортивный комплекс «Баскет-Холл», Краснодар Зрителей: 1000 |
| 18 октября 2012 19:30 | Отчёт | Мантас Калниетис 4         | Передачи | Пол Делэйни 4     | Спортивный комплекс «Баскет-Холл», Краснодар Зрителей: 1000 |

| 19 октября 2012 19:00 | Отчёт | Красные крылья            | 66:61    | Нижний Новгород               | МТЛ-Арена, Самара Зрителей: 1200 Судьи: Сергей Круг (Новосибирск) ; Василий Галкин (Челябинск) ; Семён Овинов (Москва) |
| 19 октября 2012 19:00 | Отчёт | 14:9, 12:12, 21:22, 19:18 |          |                               | МТЛ-Арена, Самара Зрителей: 1200 Судьи: Сергей Круг (Новосибирск) ; Василий Галкин (Челябинск) ; Семён Овинов (Москва) |
| 19 октября 2012 19:00 | Отчёт | Честер Симмонс 19         | Очки     | Драган Лабович 13             | МТЛ-Арена, Самара Зрителей: 1200 Судьи: Сергей Круг (Новосибирск) ; Василий Галкин (Челябинск) ; Семён Овинов (Москва) |
| 19 октября 2012 19:00 | Отчёт | Аарон Майлз 7             | Подборы  | Примож Брежец 10              | МТЛ-Арена, Самара Зрителей: 1200 Судьи: Сергей Круг (Новосибирск) ; Василий Галкин (Челябинск) ; Семён Овинов (Москва) |
| 19 октября 2012 19:00 | Отчёт | Аарон Майлз 6             | Передачи | Оби Троттер, Вадим Панин по 4 | МТЛ-Арена, Самара Зрителей: 1200 Судьи: Сергей Круг (Новосибирск) ; Василий Галкин (Челябинск) ; Семён Овинов (Москва) |

| 24 октября 2012 19:30 | Отчёт | Триумф                     | 82:73    | Спартак-Приморье | Дворец спорта «Триумф», Люберцы Зрителей: 2300 Судьи: Антон Махлин (Санкт-Петербург) ; Сергей Михайлов (Москва) ; Геннадий Пономарёв (Азов) |
| 24 октября 2012 19:30 | Отчёт | 22:13, 18:23, 20:18, 22:19 |          |                  | Дворец спорта «Триумф», Люберцы Зрителей: 2300 Судьи: Антон Махлин (Санкт-Петербург) ; Сергей Михайлов (Москва) ; Геннадий Пономарёв (Азов) |
| 24 октября 2012 19:30 | Отчёт | Кайл Лэндри 24             | Очки     | Пол Делэйни 19   | Дворец спорта «Триумф», Люберцы Зрителей: 2300 Судьи: Антон Махлин (Санкт-Петербург) ; Сергей Михайлов (Москва) ; Геннадий Пономарёв (Азов) |
| 24 октября 2012 19:30 | Отчёт | Кайл Лэндри 11             | Подборы  | Артём Забелин 9  | Дворец спорта «Триумф», Люберцы Зрителей: 2300 Судьи: Антон Махлин (Санкт-Петербург) ; Сергей Михайлов (Москва) ; Геннадий Пономарёв (Азов) |
| 24 октября 2012 19:30 | Отчёт | Три игрока по 4            | Передачи | Пол Делэйни 4    | Дворец спорта «Триумф», Люберцы Зрителей: 2300 Судьи: Антон Махлин (Санкт-Петербург) ; Сергей Михайлов (Москва) ; Геннадий Пономарёв (Азов) |

| 25 октября 2012 19:00 | Отчёт | Спартак СПб                | 74:70    | Локомотив-Кубань | Спортивный комплекс «Юбилейный», Санкт-Петербург Зрителей: 1200 Судьи: Владимир Охрименко (Уфа) ; Фёдор Дмитриев (Московская обл.) ; Алексей Давыдов (Москва) |
| 25 октября 2012 19:00 | Отчёт | 17:18, 26:14, 16:25, 15:13 |          |                  | Спортивный комплекс «Юбилейный», Санкт-Петербург Зрителей: 1200 Судьи: Владимир Охрименко (Уфа) ; Фёдор Дмитриев (Московская обл.) ; Алексей Давыдов (Москва) |
| 25 октября 2012 19:00 | Отчёт | Лукас Маврокефалидес 14    | Очки     | Алекс Марич 20   | Спортивный комплекс «Юбилейный», Санкт-Петербург Зрителей: 1200 Судьи: Владимир Охрименко (Уфа) ; Фёдор Дмитриев (Московская обл.) ; Алексей Давыдов (Москва) |
| 25 октября 2012 19:00 | Отчёт | Никита Курбанов 6          | Подборы  | Андрей Зубков 6  | Спортивный комплекс «Юбилейный», Санкт-Петербург Зрителей: 1200 Судьи: Владимир Охрименко (Уфа) ; Фёдор Дмитриев (Московская обл.) ; Алексей Давыдов (Москва) |
| 25 октября 2012 19:00 | Отчёт | Патрик Беверли 4           | Передачи | Ник Калатес 9    | Спортивный комплекс «Юбилейный», Санкт-Петербург Зрителей: 1200 Судьи: Владимир Охрименко (Уфа) ; Фёдор Дмитриев (Московская обл.) ; Алексей Давыдов (Москва) |

| 28 октября 2012 17:30 | Отчёт | Нижний Новгород                 | 54:61    | Локомотив-Кубань   | Нагорный дворец спорта профсоюзов, Нижний Новгород Зрителей: 2000 Судьи: Сергей Круг (Новосибирск) ; Сергей Михайлов (Москва) ; Алексей Давыдов (Москва) |
| 28 октября 2012 17:30 | Отчёт | 9:12, 16:15, 19:12, 10:22       |          |                    | Нагорный дворец спорта профсоюзов, Нижний Новгород Зрителей: 2000 Судьи: Сергей Круг (Новосибирск) ; Сергей Михайлов (Москва) ; Алексей Давыдов (Москва) |
| 28 октября 2012 17:30 | Отчёт | Филип Виденов 13                | Очки     | Максим Шелекето 17 | Нагорный дворец спорта профсоюзов, Нижний Новгород Зрителей: 2000 Судьи: Сергей Круг (Новосибирск) ; Сергей Михайлов (Москва) ; Алексей Давыдов (Москва) |
| 28 октября 2012 17:30 | Отчёт | Вадим Панин 7                   | Подборы  | Три игрока по 7    | Нагорный дворец спорта профсоюзов, Нижний Новгород Зрителей: 2000 Судьи: Сергей Круг (Новосибирск) ; Сергей Михайлов (Москва) ; Алексей Давыдов (Москва) |
| 28 октября 2012 17:30 | Отчёт | Филип Виденов, Вадим Панин по 2 | Передачи | Ник Калатес 2      | Нагорный дворец спорта профсоюзов, Нижний Новгород Зрителей: 2000 Судьи: Сергей Круг (Новосибирск) ; Сергей Михайлов (Москва) ; Алексей Давыдов (Москва) |

| 29 октября 2012 19:30 | Отчёт | Спартак СПб                               | 74:69    | Химки            | Спортивный комплекс «Юбилейный», Санкт-Петербург Зрителей: 2100 Судьи: Сергей Защук (Киев) ; Мирослав Томов (Велико-Тырново) ; Ааре Халико (Таллин) |
| 29 октября 2012 19:30 | Отчёт | 17:20, 18:11, 16:13, 23:25                |          |                  | Спортивный комплекс «Юбилейный», Санкт-Петербург Зрителей: 2100 Судьи: Сергей Защук (Киев) ; Мирослав Томов (Велико-Тырново) ; Ааре Халико (Таллин) |
| 29 октября 2012 19:30 | Отчёт | Владимир Драгичевич 20                    | Очки     | Келвин Риверс 16 | Спортивный комплекс «Юбилейный», Санкт-Петербург Зрителей: 2100 Судьи: Сергей Защук (Киев) ; Мирослав Томов (Велико-Тырново) ; Ааре Халико (Таллин) |
| 29 октября 2012 19:30 | Отчёт | Владимир Драгичевич, Никита Курбанов по 9 | Подборы  | Джеймс Огастин 4 | Спортивный комплекс «Юбилейный», Санкт-Петербург Зрителей: 2100 Судьи: Сергей Защук (Киев) ; Мирослав Томов (Велико-Тырново) ; Ааре Халико (Таллин) |
| 29 октября 2012 19:30 | Отчёт | Патрик Беверли, Василий Заворуев по 5     | Передачи | Зоран Планинич 7 | Спортивный комплекс «Юбилейный», Санкт-Петербург Зрителей: 2100 Судьи: Сергей Защук (Киев) ; Мирослав Томов (Велико-Тырново) ; Ааре Халико (Таллин) |

| 3 ноября 2012 17:00 | Отчёт | Красные крылья                  | 68:67    | Триумф            | МТЛ-Арена, Самара |
| 3 ноября 2012 17:00 | Отчёт | 18:18, 16:22, 18:15, 16:12      |          |                   | МТЛ-Арена, Самара |
| 3 ноября 2012 17:00 | Отчёт | Аарон Майлз 18                  | Очки     | Сергей Карасёв 16 | МТЛ-Арена, Самара |
| 3 ноября 2012 17:00 | Отчёт | Никита Балашов, Омар Томас по 7 | Подборы  | Сергей Карасёв 10 | МТЛ-Арена, Самара |
| 3 ноября 2012 17:00 | Отчёт | Аарон Майлз 3                   | Передачи | Тивейн МакКи 6    | МТЛ-Арена, Самара |

| 4 ноября 2012 19:00 | Отчёт | Спартак-Приморье                   | 76:75    | Енисей                                 | Спорткомплекс «Олимпиец», Владивосток Зрителей: 2000 Судьи: Сергей Буланов (Ульяновск) ; Рафаэль Ганиев (Калуга) ; Юрий Назаренко (Краснодар) |
| 4 ноября 2012 19:00 | Отчёт | 18:18, 20:22, 18:22, 20:13         |          |                                        | Спорткомплекс «Олимпиец», Владивосток Зрителей: 2000 Судьи: Сергей Буланов (Ульяновск) ; Рафаэль Ганиев (Калуга) ; Юрий Назаренко (Краснодар) |
| 4 ноября 2012 19:00 | Отчёт | Пол Делэйни 24                     | Очки     | Джейсон Рич 19                         | Спорткомплекс «Олимпиец», Владивосток Зрителей: 2000 Судьи: Сергей Буланов (Ульяновск) ; Рафаэль Ганиев (Калуга) ; Юрий Назаренко (Краснодар) |
| 4 ноября 2012 19:00 | Отчёт | Три игрока по 5                    | Подборы  | Забиан Доуделл, Элмедин Киканович по 8 | Спорткомплекс «Олимпиец», Владивосток Зрителей: 2000 Судьи: Сергей Буланов (Ульяновск) ; Рафаэль Ганиев (Калуга) ; Юрий Назаренко (Краснодар) |
| 4 ноября 2012 19:00 | Отчёт | Пол Делэйни, Алексей Суровцев по 3 | Передачи | Джейсон Рич 7                          | Спорткомплекс «Олимпиец», Владивосток Зрителей: 2000 Судьи: Сергей Буланов (Ульяновск) ; Рафаэль Ганиев (Калуга) ; Юрий Назаренко (Краснодар) |

| 4 ноября 2012 17:00 | Отчёт | ЦСКА                       | 78:68    | Спартак                | Универсальный спортивный комплекс ЦСКА, Москва Зрителей: 1500 Судьи: Сергей Михайлов (Москва) ; Фёдор Дмитриев (Московская обл.) ; Евгений Ветров (Казань) |
| 4 ноября 2012 17:00 | Отчёт | 18:20, 22:20, 17:18, 21:10 |          |                        | Универсальный спортивный комплекс ЦСКА, Москва Зрителей: 1500 Судьи: Сергей Михайлов (Москва) ; Фёдор Дмитриев (Московская обл.) ; Евгений Ветров (Казань) |
| 4 ноября 2012 17:00 | Отчёт | Милош Теодосич 20          | Очки     | Патрик Беверли 16      | Универсальный спортивный комплекс ЦСКА, Москва Зрителей: 1500 Судьи: Сергей Михайлов (Москва) ; Фёдор Дмитриев (Московская обл.) ; Евгений Ветров (Казань) |
| 4 ноября 2012 17:00 | Отчёт | Виктор Хряпа 9             | Подборы  | Лукас Маврокефалидес 5 | Универсальный спортивный комплекс ЦСКА, Москва Зрителей: 1500 Судьи: Сергей Михайлов (Москва) ; Фёдор Дмитриев (Московская обл.) ; Евгений Ветров (Казань) |
| 4 ноября 2012 17:00 | Отчёт | Милош Теодосич 7           | Передачи | Четыре игрока по 2     | Универсальный спортивный комплекс ЦСКА, Москва Зрителей: 1500 Судьи: Сергей Михайлов (Москва) ; Фёдор Дмитриев (Московская обл.) ; Евгений Ветров (Казань) |

| 4 ноября 2012 18:00 | Отчёт | УНИКС                                       | 75:47    | Локомотив-Кубань                  | Баскет-холл, Казань Зрителей: 2000 Судьи: Василий Галкин (Челябинск) ; Антон Махлин (Санкт-Петербург) ; Александр Говердовский (Москва) |
| 4 ноября 2012 18:00 | Отчёт | 17:11, 17:7, 23:14, 18:15                   |          |                                   | Баскет-холл, Казань Зрителей: 2000 Судьи: Василий Галкин (Челябинск) ; Антон Махлин (Санкт-Петербург) ; Александр Говердовский (Москва) |
| 4 ноября 2012 18:00 | Отчёт | Костас Каймакоглу 15                        | Очки     | Джимми Бэрон, Симас Ясайтис по 10 | Баскет-холл, Казань Зрителей: 2000 Судьи: Василий Галкин (Челябинск) ; Антон Махлин (Санкт-Петербург) ; Александр Говердовский (Москва) |
| 4 ноября 2012 18:00 | Отчёт | Владимир Веремеенко, Костас Каймакоглу по 7 | Подборы  | Максим Шелекето 7                 | Баскет-холл, Казань Зрителей: 2000 Судьи: Василий Галкин (Челябинск) ; Антон Махлин (Санкт-Петербург) ; Александр Говердовский (Москва) |
| 4 ноября 2012 18:00 | Отчёт | Пётр Самойленко, Чак Эйдсон по 3            | Передачи | Ник Калатес 3                     | Баскет-холл, Казань Зрителей: 2000 Судьи: Василий Галкин (Челябинск) ; Антон Махлин (Санкт-Петербург) ; Александр Говердовский (Москва) |

| 5 ноября 2012 17:30 | Отчёт | Нижний Новгород                 | 82:86    | Химки             | Нагорный дворец спорта профсоюзов, Нижний Новгород Зрителей: 2500 Судьи: Сергей Круг (Новосибирск) ; Василий Галкин (Челябинск) ; Геннадий Пономарёв (Азов) |
| 5 ноября 2012 17:30 | Отчёт | 12:20, 18:21, 14:15, 38:30      |          |                   | Нагорный дворец спорта профсоюзов, Нижний Новгород Зрителей: 2500 Судьи: Сергей Круг (Новосибирск) ; Василий Галкин (Челябинск) ; Геннадий Пономарёв (Азов) |
| 5 ноября 2012 17:30 | Отчёт | Семён Антонов 22                | Очки     | Зоран Планинич 15 | Нагорный дворец спорта профсоюзов, Нижний Новгород Зрителей: 2500 Судьи: Сергей Круг (Новосибирск) ; Василий Галкин (Челябинск) ; Геннадий Пономарёв (Азов) |
| 5 ноября 2012 17:30 | Отчёт | Семён Антонов, Вадим Панин по 8 | Подборы  | Сергей Моня 8     | Нагорный дворец спорта профсоюзов, Нижний Новгород Зрителей: 2500 Судьи: Сергей Круг (Новосибирск) ; Василий Галкин (Челябинск) ; Геннадий Пономарёв (Азов) |
| 5 ноября 2012 17:30 | Отчёт | Вадим Панин, Оби Троттер по 4   | Передачи | Петтери Копонен 3 | Нагорный дворец спорта профсоюзов, Нижний Новгород Зрителей: 2500 Судьи: Сергей Круг (Новосибирск) ; Василий Галкин (Челябинск) ; Геннадий Пономарёв (Азов) |

| 11 ноября 2012 15:00 | Отчёт | Локомотив-Кубань                  | 93:64    | Енисей               | Спортивный комплекс «Баскет-Холл», Краснодар Зрителей: 2000 Судьи: Сергей Круг (Новосибирск) ; Алексей Давыдов (Москва) ; Илья Путенко (Санкт-Петербург) |
| 11 ноября 2012 15:00 | Отчёт | 22:15, 36:26, 19:10, 16:13        |          |                      | Спортивный комплекс «Баскет-Холл», Краснодар Зрителей: 2000 Судьи: Сергей Круг (Новосибирск) ; Алексей Давыдов (Москва) ; Илья Путенко (Санкт-Петербург) |
| 11 ноября 2012 15:00 | Отчёт | Джимми Бэрон 23                   | Очки     | Элмедин Киканович 16 | Спортивный комплекс «Баскет-Холл», Краснодар Зрителей: 2000 Судьи: Сергей Круг (Новосибирск) ; Алексей Давыдов (Москва) ; Илья Путенко (Санкт-Петербург) |
| 11 ноября 2012 15:00 | Отчёт | Алекс Марич, Никита Шабалкин по 8 | Подборы  | Максим Кривошеев 5   | Спортивный комплекс «Баскет-Холл», Краснодар Зрителей: 2000 Судьи: Сергей Круг (Новосибирск) ; Алексей Давыдов (Москва) ; Илья Путенко (Санкт-Петербург) |
| 11 ноября 2012 15:00 | Отчёт | Мантас Калниетис 11               | Передачи | Вячеслав Зайцев 3    | Спортивный комплекс «Баскет-Холл», Краснодар Зрителей: 2000 Судьи: Сергей Круг (Новосибирск) ; Алексей Давыдов (Москва) ; Илья Путенко (Санкт-Петербург) |

| 11 ноября 2012 18:00 | Отчёт | Триумф                            | 71:59    | Нижний Новгород                 | Дворец спорта «Триумф», Люберцы Зрителей: 1700 Судьи: Антон Махлин (Санкт-Петербург) ; Владимир Охрименко (Уфа) ; Семён Овинов (Москва) |
| 11 ноября 2012 18:00 | Отчёт | 15:20, 22:9, 18:19, 16:11         |          |                                 | Дворец спорта «Триумф», Люберцы Зрителей: 1700 Судьи: Антон Махлин (Санкт-Петербург) ; Владимир Охрименко (Уфа) ; Семён Овинов (Москва) |
| 11 ноября 2012 18:00 | Отчёт | Тивайн Макки 22                   | Очки     | Семён Антонов 18                | Дворец спорта «Триумф», Люберцы Зрителей: 1700 Судьи: Антон Махлин (Санкт-Петербург) ; Владимир Охрименко (Уфа) ; Семён Овинов (Москва) |
| 11 ноября 2012 18:00 | Отчёт | Кайл Лэндри 10                    | Подборы  | Вадим Панин 7                   | Дворец спорта «Триумф», Люберцы Зрителей: 1700 Судьи: Антон Махлин (Санкт-Петербург) ; Владимир Охрименко (Уфа) ; Семён Овинов (Москва) |
| 11 ноября 2012 18:00 | Отчёт | Тивайн Макки, Евгений Валиев по 3 | Передачи | Семён Антонов, Оби Троттер по 3 | Дворец спорта «Триумф», Люберцы Зрителей: 1700 Судьи: Антон Махлин (Санкт-Петербург) ; Владимир Охрименко (Уфа) ; Семён Овинов (Москва) |

| 12 ноября 2012 19:30 | Отчёт | Химки                      | 85:74    | УНИКС                                  | Дворец спорта «Новатор», Химки Зрителей: 2850 Судьи: Фернандо Роча (Матозиньюш) ; Петри Мянтюля (Эспоо) ; Арнис Озолс (Рига) |
| 12 ноября 2012 19:30 | Отчёт | 19:18, 24:16, 24:15, 18:25 |          |                                        | Дворец спорта «Новатор», Химки Зрителей: 2850 Судьи: Фернандо Роча (Матозиньюш) ; Петри Мянтюля (Эспоо) ; Арнис Озолс (Рига) |
| 12 ноября 2012 19:30 | Отчёт | Зоран Планинич 18          | Очки     | Костас Каймакоглу 20                   | Дворец спорта «Новатор», Химки Зрителей: 2850 Судьи: Фернандо Роча (Матозиньюш) ; Петри Мянтюля (Эспоо) ; Арнис Озолс (Рига) |
| 12 ноября 2012 19:30 | Отчёт | Пол Дэвис 8                | Подборы  | Пётр Самойленко 8                      | Дворец спорта «Новатор», Химки Зрителей: 2850 Судьи: Фернандо Роча (Матозиньюш) ; Петри Мянтюля (Эспоо) ; Арнис Озолс (Рига) |
| 12 ноября 2012 19:30 | Отчёт | Дмитрий Хвостов 5          | Передачи | Костас Каймакоглу, Террелл Лайдэй по 3 | Дворец спорта «Новатор», Химки Зрителей: 2850 Судьи: Фернандо Роча (Матозиньюш) ; Петри Мянтюля (Эспоо) ; Арнис Озолс (Рига) |

| 16 ноября 2012 19:00 | Отчёт | Спартак                            | 61:63 ОТ | Красные крылья    | Спортивный комплекс «Юбилейный», Санкт-Петербург Зрителей: 1000 Судьи: Сергей Круг (Новосибирск) ; Сергей Михайлов (Москва) ; Семён Овинов (Москва) |
| 16 ноября 2012 19:00 | Отчёт | 12:10, 14:11, 14:17, 11:13, 10:12  |          |                   | Спортивный комплекс «Юбилейный», Санкт-Петербург Зрителей: 1000 Судьи: Сергей Круг (Новосибирск) ; Сергей Михайлов (Москва) ; Семён Овинов (Москва) |
| 16 ноября 2012 19:00 | Отчёт | Лукас Маврокефалидес 12            | Очки     | Честер Симмонс 22 | Спортивный комплекс «Юбилейный», Санкт-Петербург Зрителей: 1000 Судьи: Сергей Круг (Новосибирск) ; Сергей Михайлов (Москва) ; Семён Овинов (Москва) |
| 16 ноября 2012 19:00 | Отчёт | Патрик Беверли, Джошуа Картер по 6 | Подборы  | Честер Симмонс 7  | Спортивный комплекс «Юбилейный», Санкт-Петербург Зрителей: 1000 Судьи: Сергей Круг (Новосибирск) ; Сергей Михайлов (Москва) ; Семён Овинов (Москва) |
| 16 ноября 2012 19:00 | Отчёт | Зак Райт 4                         | Передачи | Аарон Майлз 6     | Спортивный комплекс «Юбилейный», Санкт-Петербург Зрителей: 1000 Судьи: Сергей Круг (Новосибирск) ; Сергей Михайлов (Москва) ; Семён Овинов (Москва) |

| 18 ноября 2012 17:00 | Отчёт | Локомотив-Кубань                 | 74:65    | Триумф           | Спортивный комплекс «Баскет-Холл», Краснодар Зрителей: 2000 Судьи: Иво Долинек (Острава) ; Сергей Михайлов (Москва) ; Рафаэль Ганиев (Калуга) |
| 18 ноября 2012 17:00 | Отчёт | 12:18, 20:13, 19:20, 23:14       |          |                  | Спортивный комплекс «Баскет-Холл», Краснодар Зрителей: 2000 Судьи: Иво Долинек (Острава) ; Сергей Михайлов (Москва) ; Рафаэль Ганиев (Калуга) |
| 18 ноября 2012 17:00 | Отчёт | Андрей Зубков, Ник Калатес по 16 | Очки     | Тивайн Макки     | Спортивный комплекс «Баскет-Холл», Краснодар Зрителей: 2000 Судьи: Иво Долинек (Острава) ; Сергей Михайлов (Москва) ; Рафаэль Ганиев (Калуга) |
| 18 ноября 2012 17:00 | Отчёт | Алекс Марич 10                   | Подборы  | Девин Сирси 9    | Спортивный комплекс «Баскет-Холл», Краснодар Зрителей: 2000 Судьи: Иво Долинек (Острава) ; Сергей Михайлов (Москва) ; Рафаэль Ганиев (Калуга) |
| 18 ноября 2012 17:00 | Отчёт | Ник Калатес 8                    | Передачи | Евгений Валиев 3 | Спортивный комплекс «Баскет-Холл», Краснодар Зрителей: 2000 Судьи: Иво Долинек (Острава) ; Сергей Михайлов (Москва) ; Рафаэль Ганиев (Калуга) |

| 23 ноября 2012 19:10 | Отчёт | Енисей                    | 62:67    | Нижний Новгород  | Дворец спорта имени Ивана Ярыгина, Красноярск Зрителей: 2300 Судьи: Сергей Михайлов (Москва) ; Игорь Деменков (Санкт-Петербург) ; Гинтарас Виткаускас (Вильнюс) |
| 23 ноября 2012 19:10 | Отчёт | 21:15, 21:20, 11:19, 9:13 |          |                  | Дворец спорта имени Ивана Ярыгина, Красноярск Зрителей: 2300 Судьи: Сергей Михайлов (Москва) ; Игорь Деменков (Санкт-Петербург) ; Гинтарас Виткаускас (Вильнюс) |
| 23 ноября 2012 19:10 | Отчёт | Пётр Губанов 21           | Очки     | Примож Брежец 17 | Дворец спорта имени Ивана Ярыгина, Красноярск Зрителей: 2300 Судьи: Сергей Михайлов (Москва) ; Игорь Деменков (Санкт-Петербург) ; Гинтарас Виткаускас (Вильнюс) |
| 23 ноября 2012 19:10 | Отчёт | Пётр Губанов 8            | Подборы  | Примож Брежец 9  | Дворец спорта имени Ивана Ярыгина, Красноярск Зрителей: 2300 Судьи: Сергей Михайлов (Москва) ; Игорь Деменков (Санкт-Петербург) ; Гинтарас Виткаускас (Вильнюс) |
| 23 ноября 2012 19:10 | Отчёт | Забиан Доуделл 3          | Передачи | Оби Троттер 5    | Дворец спорта имени Ивана Ярыгина, Красноярск Зрителей: 2300 Судьи: Сергей Михайлов (Москва) ; Игорь Деменков (Санкт-Петербург) ; Гинтарас Виткаускас (Вильнюс) |

| 25 ноября 2012 18:00 | Отчёт | Триумф                    | 64:62    | Спартак                  | Дворец спорта «Триумф», Люберцы Зрителей: 1800 Судьи: Владимир Охрименко (Уфа) ; Сергей Беляков (Ижевск) ; Евгений Островский (Москва) |
| 25 ноября 2012 18:00 | Отчёт | 20:14, 12:26, 13:8, 19:14 |          |                          | Дворец спорта «Триумф», Люберцы Зрителей: 1800 Судьи: Владимир Охрименко (Уфа) ; Сергей Беляков (Ижевск) ; Евгений Островский (Москва) |
| 25 ноября 2012 18:00 | Отчёт | Сергей Карасёв 18         | Очки     | Лукас МаврокефалидесЛ 11 | Дворец спорта «Триумф», Люберцы Зрителей: 1800 Судьи: Владимир Охрименко (Уфа) ; Сергей Беляков (Ижевск) ; Евгений Островский (Москва) |
| 25 ноября 2012 18:00 | Отчёт | Кайл Лэндри 7             | Подборы  | Лукас Маврокефалидес 7   | Дворец спорта «Триумф», Люберцы Зрителей: 1800 Судьи: Владимир Охрименко (Уфа) ; Сергей Беляков (Ижевск) ; Евгений Островский (Москва) |
| 25 ноября 2012 18:00 | Отчёт | Сергей Карасёв 3          | Передачи | Три игрока по 3          | Дворец спорта «Триумф», Люберцы Зрителей: 1800 Судьи: Владимир Охрименко (Уфа) ; Сергей Беляков (Ижевск) ; Евгений Островский (Москва) |

| 25 ноября 2012 18:00 | Отчёт | УНИКС                      | 64:79    | ЦСКА                              | Баскет-холл, Казань Зрителей: 3500 Судьи: Сергей Буланов (Ульяновск) ; Сергей Круг (Новосибирск) ; Илья Путенко (Санкт-Петербург) |
| 25 ноября 2012 18:00 | Отчёт | 19:23, 12:22, 20:17, 13:17 |          |                                   | Баскет-холл, Казань Зрителей: 3500 Судьи: Сергей Буланов (Ульяновск) ; Сергей Круг (Новосибирск) ; Илья Путенко (Санкт-Петербург) |
| 25 ноября 2012 18:00 | Отчёт | Чак Эйдсон 20              | Очки     | Сонни Уимз 18                     | Баскет-холл, Казань Зрителей: 3500 Судьи: Сергей Буланов (Ульяновск) ; Сергей Круг (Новосибирск) ; Илья Путенко (Санкт-Петербург) |
| 25 ноября 2012 18:00 | Отчёт | Костас Каймакоглу 9        | Подборы  | Виктор Хряпа 9                    | Баскет-холл, Казань Зрителей: 3500 Судьи: Сергей Буланов (Ульяновск) ; Сергей Круг (Новосибирск) ; Илья Путенко (Санкт-Петербург) |
| 25 ноября 2012 18:00 | Отчёт | Чак Эйдсон 3               | Передачи | Милош Теодосич, Виктор Хряпа по 6 | Баскет-холл, Казань Зрителей: 3500 Судьи: Сергей Буланов (Ульяновск) ; Сергей Круг (Новосибирск) ; Илья Путенко (Санкт-Петербург) |

| 26 ноября 2012 19:30 | Отчёт | Химки                      | 95:70    | Спартак-Приморье  | Дворец спорта «Новатор», Химки Зрителей: 2500 Судьи: Сергей Михайлов (Москва) ; Игорь Деменков (Санкт-Петербург) ; Семён Овинов (Москва) |
| 26 ноября 2012 19:30 | Отчёт | 13:18, 26:10, 23:20, 33:22 |          |                   | Дворец спорта «Новатор», Химки Зрителей: 2500 Судьи: Сергей Михайлов (Москва) ; Игорь Деменков (Санкт-Петербург) ; Семён Овинов (Москва) |
| 26 ноября 2012 19:30 | Отчёт | Виталий Фридзон 17         | Очки     | Майкл Эфевберх 21 | Дворец спорта «Новатор», Химки Зрителей: 2500 Судьи: Сергей Михайлов (Москва) ; Игорь Деменков (Санкт-Петербург) ; Семён Овинов (Москва) |
| 26 ноября 2012 19:30 | Отчёт | Келвин Риверс 6            | Подборы  | Трой Гиленвотэ 9  | Дворец спорта «Новатор», Химки Зрителей: 2500 Судьи: Сергей Михайлов (Москва) ; Игорь Деменков (Санкт-Петербург) ; Семён Овинов (Москва) |
| 26 ноября 2012 19:30 | Отчёт | Мэтт Нильсен 6             | Передачи | Пол Делэйни 4     | Дворец спорта «Новатор», Химки Зрителей: 2500 Судьи: Сергей Михайлов (Москва) ; Игорь Деменков (Санкт-Петербург) ; Семён Овинов (Москва) |

| 2 декабря 2012 19:00 | Отчёт | Красные крылья                       | 56:69    | УНИКС                                  | МТЛ-Арена, Самара Зрителей: 1500 Судьи: Станислав Валеев (Самара) ; Максим Яковенко (Самара) ; Максим Житлухин (Оренбург) |
| 2 декабря 2012 19:00 | Отчёт | 11:18, 20:20, 10:16, 15:15           |          |                                        | МТЛ-Арена, Самара Зрителей: 1500 Судьи: Станислав Валеев (Самара) ; Максим Яковенко (Самара) ; Максим Житлухин (Оренбург) |
| 2 декабря 2012 19:00 | Отчёт | Честер Симмонс, Никита Балашов по 10 | Очки     | Костас Каймакоглу 15                   | МТЛ-Арена, Самара Зрителей: 1500 Судьи: Станислав Валеев (Самара) ; Максим Яковенко (Самара) ; Максим Житлухин (Оренбург) |
| 2 декабря 2012 19:00 | Отчёт | Честер Симмонс 5                     | Подборы  | Костас Каймакоглу, Террелл Лайдэй по 6 | МТЛ-Арена, Самара Зрителей: 1500 Судьи: Станислав Валеев (Самара) ; Максим Яковенко (Самара) ; Максим Житлухин (Оренбург) |
| 2 декабря 2012 19:00 | Отчёт | Честер Симмонс, Аарон Майлз по 4     | Передачи | Ян Вуюкас 3                            | МТЛ-Арена, Самара Зрителей: 1500 Судьи: Станислав Валеев (Самара) ; Максим Яковенко (Самара) ; Максим Житлухин (Оренбург) |

| 2 декабря 2012 17:00 | Отчёт | ЦСКА                       | 83:60    | Нижний Новгород    | Универсальный спортивный комплекс ЦСКА, Москва Зрителей: 500 Судьи: Владимир Охрименко (Уфа) ; Рафаэль Ганиев (Калуга) ; Семён Овинов (Москва) |
| 2 декабря 2012 17:00 | Отчёт | 28:10, 21:20, 12:15, 22:15 |          |                    | Универсальный спортивный комплекс ЦСКА, Москва Зрителей: 500 Судьи: Владимир Охрименко (Уфа) ; Рафаэль Ганиев (Калуга) ; Семён Овинов (Москва) |
| 2 декабря 2012 17:00 | Отчёт | Сонни Уимз 13              | Очки     | Семён Антонов 19   | Универсальный спортивный комплекс ЦСКА, Москва Зрителей: 500 Судьи: Владимир Охрименко (Уфа) ; Рафаэль Ганиев (Калуга) ; Семён Овинов (Москва) |
| 2 декабря 2012 17:00 | Отчёт | Виктор Хряпа 7             | Подборы  | Вадим Панин 8      | Универсальный спортивный комплекс ЦСКА, Москва Зрителей: 500 Судьи: Владимир Охрименко (Уфа) ; Рафаэль Ганиев (Калуга) ; Семён Овинов (Москва) |
| 2 декабря 2012 17:00 | Отчёт | Антон Понкрашов 5          | Передачи | Четыре игрока по 2 | Универсальный спортивный комплекс ЦСКА, Москва Зрителей: 500 Судьи: Владимир Охрименко (Уфа) ; Рафаэль Ганиев (Калуга) ; Семён Овинов (Москва) |

| 2 декабря 2012 18:00 | Отчёт | Триумф                     | 77:81    | Енисей                            | Дворец спорта «Триумф», Люберцы Зрителей: 2000 Судьи: Олег Латышев (Рига) ; Сергей Круг (Новосибирск) ; Евгений Ветров (Казань) |
| 2 декабря 2012 18:00 | Отчёт | 23:13, 24:18, 14:29, 16:21 |          |                                   | Дворец спорта «Триумф», Люберцы Зрителей: 2000 Судьи: Олег Латышев (Рига) ; Сергей Круг (Новосибирск) ; Евгений Ветров (Казань) |
| 2 декабря 2012 18:00 | Отчёт | Тивайн Макки 21            | Очки     | Алексей Котишевский 17            | Дворец спорта «Триумф», Люберцы Зрителей: 2000 Судьи: Олег Латышев (Рига) ; Сергей Круг (Новосибирск) ; Евгений Ветров (Казань) |
| 2 декабря 2012 18:00 | Отчёт | Сергей Карасёв 6           | Подборы  | Хасан Ризвич, Забиан Доуделл по 5 | Дворец спорта «Триумф», Люберцы Зрителей: 2000 Судьи: Олег Латышев (Рига) ; Сергей Круг (Новосибирск) ; Евгений Ветров (Казань) |
| 2 декабря 2012 18:00 | Отчёт | Евгений Валиев 3           | Передачи | Андрей Комаровский 3              | Дворец спорта «Триумф», Люберцы Зрителей: 2000 Судьи: Олег Латышев (Рига) ; Сергей Круг (Новосибирск) ; Евгений Ветров (Казань) |

| 9 декабря 2012 | Отчёт | Локомотив-Кубань           | 61:72    | ЦСКА              | Спортивный комплекс «Баскет-Холл», Краснодар Зрителей: 7000 Судьи: Илия Белошевич (Белград) ; Якуб Замойски (Вроцлав) ; Сергей Защук (Киев) |
| 9 декабря 2012 | Отчёт | 18:19, 15:21, 12:17, 16:15 |          |                   | Спортивный комплекс «Баскет-Холл», Краснодар Зрителей: 7000 Судьи: Илия Белошевич (Белград) ; Якуб Замойски (Вроцлав) ; Сергей Защук (Киев) |
| 9 декабря 2012 | Отчёт | Максим Григорьев 16        | Очки     | Милош Теодосич 23 | Спортивный комплекс «Баскет-Холл», Краснодар Зрителей: 7000 Судьи: Илия Белошевич (Белград) ; Якуб Замойски (Вроцлав) ; Сергей Защук (Киев) |
| 9 декабря 2012 | Отчёт | Алекс Марич 12             | Подборы  | Виктор Хряпа 7    | Спортивный комплекс «Баскет-Холл», Краснодар Зрителей: 7000 Судьи: Илия Белошевич (Белград) ; Якуб Замойски (Вроцлав) ; Сергей Защук (Киев) |
| 9 декабря 2012 | Отчёт | Ник Калатес 5              | Передачи | Милош Теодосич 5  | Спортивный комплекс «Баскет-Холл», Краснодар Зрителей: 7000 Судьи: Илия Белошевич (Белград) ; Якуб Замойски (Вроцлав) ; Сергей Защук (Киев) |

| 16 декабря 2012 17:00 | Отчёт | ЦСКА                       | 80:71    | Триумф            | Универсальный спортивный комплекс ЦСКА, Москва Зрителей: 1500 Судьи: Томас Ясевичюс (Вильнюс) ; Иво Долинек (Острава) ; Сергей Беляков (Ижевск) |
| 16 декабря 2012 17:00 | Отчёт | 20:13, 18:22, 28:15, 14:21 |          |                   | Универсальный спортивный комплекс ЦСКА, Москва Зрителей: 1500 Судьи: Томас Ясевичюс (Вильнюс) ; Иво Долинек (Острава) ; Сергей Беляков (Ижевск) |
| 16 декабря 2012 17:00 | Отчёт | Виктор Хряпа 19            | Очки     | Сергей Карасёв 19 | Универсальный спортивный комплекс ЦСКА, Москва Зрителей: 1500 Судьи: Томас Ясевичюс (Вильнюс) ; Иво Долинек (Острава) ; Сергей Беляков (Ижевск) |
| 16 декабря 2012 17:00 | Отчёт | Виктор Хряпа 7             | Подборы  | Девин Сирси 10    | Универсальный спортивный комплекс ЦСКА, Москва Зрителей: 1500 Судьи: Томас Ясевичюс (Вильнюс) ; Иво Долинек (Острава) ; Сергей Беляков (Ижевск) |
| 16 декабря 2012 17:00 | Отчёт | Виктор Хряпа 4             | Передачи | Тивайн Макки 5    | Универсальный спортивный комплекс ЦСКА, Москва Зрителей: 1500 Судьи: Томас Ясевичюс (Вильнюс) ; Иво Долинек (Острава) ; Сергей Беляков (Ижевск) |

| 17 декабря 2012 17:00 | Отчёт | Красные крылья            | 76:67    | Химки             | МТЛ-Арена, Самара Зрителей: 1000 Судьи: Томас Ясевичюс (Вильнюс) ; Иво Долинек (Острава) ; Илья Путенко (Санкт-Петербург) |
| 17 декабря 2012 17:00 | Отчёт | 17:13, 9:19, 21:18, 29:17 |          |                   | МТЛ-Арена, Самара Зрителей: 1000 Судьи: Томас Ясевичюс (Вильнюс) ; Иво Долинек (Острава) ; Илья Путенко (Санкт-Петербург) |
| 17 декабря 2012 17:00 | Отчёт | Честер Симмонс 19         | Очки     | Зоран Планинич 16 | МТЛ-Арена, Самара Зрителей: 1000 Судьи: Томас Ясевичюс (Вильнюс) ; Иво Долинек (Острава) ; Илья Путенко (Санкт-Петербург) |
| 17 декабря 2012 17:00 | Отчёт | Андре Смит 7              | Подборы  | Пол Дэвис 6       | МТЛ-Арена, Самара Зрителей: 1000 Судьи: Томас Ясевичюс (Вильнюс) ; Иво Долинек (Острава) ; Илья Путенко (Санкт-Петербург) |
| 17 декабря 2012 17:00 | Отчёт | Аарон Майлз 8             | Передачи | Зоран Планинич 7  | МТЛ-Арена, Самара Зрителей: 1000 Судьи: Томас Ясевичюс (Вильнюс) ; Иво Долинек (Острава) ; Илья Путенко (Санкт-Петербург) |

| 19 декабря 2012 19:00 | Отчёт | Спартак-Приморье                          | 60:77    | Спартак                               | Спорткомплекс «Олимпиец», Владивосток Зрителей: 2000 Судьи: Алексей Давыдов (Москва) ; Александр Говердовский (Москва) ; Алексей Архипов (Рязань) |
| 19 декабря 2012 19:00 | Отчёт | 12:21, 16:19, 18:16, 14:21                |          |                                       | Спорткомплекс «Олимпиец», Владивосток Зрителей: 2000 Судьи: Алексей Давыдов (Москва) ; Александр Говердовский (Москва) ; Алексей Архипов (Рязань) |
| 19 декабря 2012 19:00 | Отчёт | Трой Гиленвотэ 19                         | Очки     | Патрик Беверли 14                     | Спорткомплекс «Олимпиец», Владивосток Зрителей: 2000 Судьи: Алексей Давыдов (Москва) ; Александр Говердовский (Москва) ; Алексей Архипов (Рязань) |
| 19 декабря 2012 19:00 | Отчёт | Трой Гиленвотэ 7                          | Подборы  | Василий Заворуев, Фёдор Дмитриев по 5 | Спорткомплекс «Олимпиец», Владивосток Зрителей: 2000 Судьи: Алексей Давыдов (Москва) ; Александр Говердовский (Москва) ; Алексей Архипов (Рязань) |
| 19 декабря 2012 19:00 | Отчёт | Константин Нестеров, Алексей Голяхов по 3 | Передачи | Зак Райт 6                            | Спорткомплекс «Олимпиец», Владивосток Зрителей: 2000 Судьи: Алексей Давыдов (Москва) ; Александр Говердовский (Москва) ; Алексей Архипов (Рязань) |

| 20 декабря 2012 19:30 | Отчёт | Химки                      | 75:70    | ЦСКА             | Дворец спорта «Новатор», Химки Зрителей: 3500 Судьи: Сергей Круг (Новосибирск) ; Антон Махлин (Санкт-Петербург) ; Евгений Ветров (Казань) |
| 20 декабря 2012 19:30 | Отчёт | 20:22, 12:12, 19:19, 24:17 |          |                  | Дворец спорта «Новатор», Химки Зрителей: 3500 Судьи: Сергей Круг (Новосибирск) ; Антон Махлин (Санкт-Петербург) ; Евгений Ветров (Казань) |
| 20 декабря 2012 19:30 | Отчёт | Зоран Планинич 20          | Очки     | Три игрока по 17 | Дворец спорта «Новатор», Химки Зрителей: 3500 Судьи: Сергей Круг (Новосибирск) ; Антон Махлин (Санкт-Петербург) ; Евгений Ветров (Казань) |
| 20 декабря 2012 19:30 | Отчёт | Сергей Моня 12             | Подборы  | Виктор Хряпа 12  | Дворец спорта «Новатор», Химки Зрителей: 3500 Судьи: Сергей Круг (Новосибирск) ; Антон Махлин (Санкт-Петербург) ; Евгений Ветров (Казань) |
| 20 декабря 2012 19:30 | Отчёт | Зоран Планинич 6           | Передачи | Милош Теодосич 6 | Дворец спорта «Новатор», Химки Зрителей: 3500 Судьи: Сергей Круг (Новосибирск) ; Антон Махлин (Санкт-Петербург) ; Евгений Ветров (Казань) |

| 21 декабря 2012 18:30 | Отчёт | УНИКС                      | 93:68    | Триумф            | Баскет-холл, Казань Зрителей: 1800 Судьи: Сергей Буланов (Ульяновск) ; Геннадий Пономарёв (Азов) ; Юрий Зинкевич (Новосибирск) |
| 21 декабря 2012 18:30 | Отчёт | 17:11, 32:24, 20:15, 24:18 |          |                   | Баскет-холл, Казань Зрителей: 1800 Судьи: Сергей Буланов (Ульяновск) ; Геннадий Пономарёв (Азов) ; Юрий Зинкевич (Новосибирск) |
| 21 декабря 2012 18:30 | Отчёт | Костас Каймакоглу 19       | Очки     | Сергей Карасёв 22 | Баскет-холл, Казань Зрителей: 1800 Судьи: Сергей Буланов (Ульяновск) ; Геннадий Пономарёв (Азов) ; Юрий Зинкевич (Новосибирск) |
| 21 декабря 2012 18:30 | Отчёт | Майк Уилкинсон 10          | Подборы  | Девин Сирси 10    | Баскет-холл, Казань Зрителей: 1800 Судьи: Сергей Буланов (Ульяновск) ; Геннадий Пономарёв (Азов) ; Юрий Зинкевич (Новосибирск) |
| 21 декабря 2012 18:30 | Отчёт | Чак Эйдсон 5               | Передачи | Сергей Карасёв 5  | Баскет-холл, Казань Зрителей: 1800 Судьи: Сергей Буланов (Ульяновск) ; Геннадий Пономарёв (Азов) ; Юрий Зинкевич (Новосибирск) |

| 23 декабря 2012 17:00 | Отчёт | ЦСКА                       | 75:72    | Красные крылья    | Универсальный спортивный комплекс ЦСКА, Москва Зрителей: 1500 Судьи: Владимир Охрименко (Уфа) ; Василий Галкин (Челябинск) ; Сергей Михайлов (Москва) |
| 23 декабря 2012 17:00 | Отчёт | 22:19, 18:22, 19:17, 16:14 |          |                   | Универсальный спортивный комплекс ЦСКА, Москва Зрителей: 1500 Судьи: Владимир Охрименко (Уфа) ; Василий Галкин (Челябинск) ; Сергей Михайлов (Москва) |
| 23 декабря 2012 17:00 | Отчёт | Ненад Крстич 20            | Очки     | Честер Симмонс 19 | Универсальный спортивный комплекс ЦСКА, Москва Зрителей: 1500 Судьи: Владимир Охрименко (Уфа) ; Василий Галкин (Челябинск) ; Сергей Михайлов (Москва) |
| 23 декабря 2012 17:00 | Отчёт | Виктор Хряпа 8             | Подборы  | Андре Смит 6      | Универсальный спортивный комплекс ЦСКА, Москва Зрителей: 1500 Судьи: Владимир Охрименко (Уфа) ; Василий Галкин (Челябинск) ; Сергей Михайлов (Москва) |
| 23 декабря 2012 17:00 | Отчёт | Виктор Хряпа 6             | Передачи | Аарон Майлз 8     | Универсальный спортивный комплекс ЦСКА, Москва Зрителей: 1500 Судьи: Владимир Охрименко (Уфа) ; Василий Галкин (Челябинск) ; Сергей Михайлов (Москва) |

| 23 декабря 2012 1500 | Отчёт | Химки                             | 104:100 ОТ | Локомотив-Кубань  | Дворец спорта «Новатор», Химки Зрителей: 1500 Судьи: Сергей Буланов (Ульяновск) ; Фёдор Дмитриев (Московская обл.) ; Илья Путенко (Санкт-Петербург) |
| 23 декабря 2012 1500 | Отчёт | 19:28, 25:18, 19:16, 20:21, 21:17 |            |                   | Дворец спорта «Новатор», Химки Зрителей: 1500 Судьи: Сергей Буланов (Ульяновск) ; Фёдор Дмитриев (Московская обл.) ; Илья Путенко (Санкт-Петербург) |
| 23 декабря 2012 1500 | Отчёт | Виталий Фридзон 22                | Очки       | Ник Калатес 33    | Дворец спорта «Новатор», Химки Зрителей: 1500 Судьи: Сергей Буланов (Ульяновск) ; Фёдор Дмитриев (Московская обл.) ; Илья Путенко (Санкт-Петербург) |
| 23 декабря 2012 1500 | Отчёт | Пол Дэвис 8                       | Подборы    | Максим Шелекето 8 | Дворец спорта «Новатор», Химки Зрителей: 1500 Судьи: Сергей Буланов (Ульяновск) ; Фёдор Дмитриев (Московская обл.) ; Илья Путенко (Санкт-Петербург) |
| 23 декабря 2012 1500 | Отчёт | Зоран Планинич 12                 | Передачи   | Ник Калатес 10    | Дворец спорта «Новатор», Химки Зрителей: 1500 Судьи: Сергей Буланов (Ульяновск) ; Фёдор Дмитриев (Московская обл.) ; Илья Путенко (Санкт-Петербург) |

| 23 декабря 2012 15:00 | Отчёт | Спартак                    | 68:67    | Нижний Новгород  | Спортивный комплекс «Юбилейный», Санкт-Петербург Зрителей: 600 Судьи: Семён Овинов (Москва) ; Евгений Ветров (Казань) ; Станислав Валеев (Самара) |
| 23 декабря 2012 15:00 | Отчёт | 10:22, 17:13, 21:10, 20:22 |          |                  | Спортивный комплекс «Юбилейный», Санкт-Петербург Зрителей: 600 Судьи: Семён Овинов (Москва) ; Евгений Ветров (Казань) ; Станислав Валеев (Самара) |
| 23 декабря 2012 15:00 | Отчёт | Лукас Маврокефалидес 11    | Очки     | Примож Брежец 20 | Спортивный комплекс «Юбилейный», Санкт-Петербург Зрителей: 600 Судьи: Семён Овинов (Москва) ; Евгений Ветров (Казань) ; Станислав Валеев (Самара) |
| 23 декабря 2012 15:00 | Отчёт | Никита Курбанов 8          | Подборы  | Дижон Томпсон 7  | Спортивный комплекс «Юбилейный», Санкт-Петербург Зрителей: 600 Судьи: Семён Овинов (Москва) ; Евгений Ветров (Казань) ; Станислав Валеев (Самара) |
| 23 декабря 2012 15:00 | Отчёт | Патрик Беверли 8           | Передачи | Оби Троттер 5    | Спортивный комплекс «Юбилейный», Санкт-Петербург Зрителей: 600 Судьи: Семён Овинов (Москва) ; Евгений Ветров (Казань) ; Станислав Валеев (Самара) |

| 13 января 2013 19:10 | Отчёт | Енисей                   | 64:73    | ЦСКА              | Дворец спорта имени Ивана Ярыгина, Красноярск Зрителей: 3100 Судьи: Владимир Охрименко (Уфа) ; Рафаэль Ганиев (Калуга) ; Сергей Беляков (Ижевск) |
| 13 января 2013 19:10 | Отчёт | 20:27, 17:9, 18:11, 9:26 |          |                   | Дворец спорта имени Ивана Ярыгина, Красноярск Зрителей: 3100 Судьи: Владимир Охрименко (Уфа) ; Рафаэль Ганиев (Калуга) ; Сергей Беляков (Ижевск) |
| 13 января 2013 19:10 | Отчёт | Забиан Доуделл 19        | Очки     | Ненад Крстич 16   | Дворец спорта имени Ивана Ярыгина, Красноярск Зрителей: 3100 Судьи: Владимир Охрименко (Уфа) ; Рафаэль Ганиев (Калуга) ; Сергей Беляков (Ижевск) |
| 13 января 2013 19:10 | Отчёт | Девон Джефферсон 8       | Подборы  | Виктор Хряпа 7    | Дворец спорта имени Ивана Ярыгина, Красноярск Зрителей: 3100 Судьи: Владимир Охрименко (Уфа) ; Рафаэль Ганиев (Калуга) ; Сергей Беляков (Ижевск) |
| 13 января 2013 19:10 | Отчёт | Андрей Комаровский 5     | Передачи | Милош Теодосич 10 | Дворец спорта имени Ивана Ярыгина, Красноярск Зрителей: 3100 Судьи: Владимир Охрименко (Уфа) ; Рафаэль Ганиев (Калуга) ; Сергей Беляков (Ижевск) |

| 13 января 2013 14:00 | Отчёт | Спартак СПб                             | 84:68    | УНИКС                           | Спортивный комплекс «Юбилейный», Санкт-Петербург Зрителей: 2000 Судьи: Илия Белошевич (Белград) ; Жденко Зубак ; Семён Овинов (Москва) |
| 13 января 2013 14:00 | Отчёт | 20:15, 19:17, 21:17, 24:19              |          |                                 | Спортивный комплекс «Юбилейный», Санкт-Петербург Зрителей: 2000 Судьи: Илия Белошевич (Белград) ; Жденко Зубак ; Семён Овинов (Москва) |
| 13 января 2013 14:00 | Отчёт | Джошуа Картер 16                        | Очки     | Никита Шабалкин 22              | Спортивный комплекс «Юбилейный», Санкт-Петербург Зрителей: 2000 Судьи: Илия Белошевич (Белград) ; Жденко Зубак ; Семён Овинов (Москва) |
| 13 января 2013 14:00 | Отчёт | Владимир Драгичевич, Джошуа Картер по 5 | Подборы  | Келли Маккарти, Чак Эйдсон по 4 | Спортивный комплекс «Юбилейный», Санкт-Петербург Зрителей: 2000 Судьи: Илия Белошевич (Белград) ; Жденко Зубак ; Семён Овинов (Москва) |
| 13 января 2013 14:00 | Отчёт | Зак Райт 7                              | Передачи | Чак Эйдсон 5                    | Спортивный комплекс «Юбилейный», Санкт-Петербург Зрителей: 2000 Судьи: Илия Белошевич (Белград) ; Жденко Зубак ; Семён Овинов (Москва) |

| 20 января 2013 17:30 | Отчёт | Нижний Новгород                    | 74:56    | Спартак-Приморье      | Нагорный дворец спорта профсоюзов, Нижний Новгород Зрителей: 2500 Судьи: Владимир Охрименко (Уфа) ; Рафаэль Ганиев (Калуга):Федор Дмитриев (Московская обл.) |
| 20 января 2013 17:30 | Отчёт | 18:14, 21:15, 15:12, 20:15         |          |                       | Нагорный дворец спорта профсоюзов, Нижний Новгород Зрителей: 2500 Судьи: Владимир Охрименко (Уфа) ; Рафаэль Ганиев (Калуга):Федор Дмитриев (Московская обл.) |
| 20 января 2013 17:30 | Отчёт | Оби Троттер 17                     | Очки     | Пол Делэйни 16        | Нагорный дворец спорта профсоюзов, Нижний Новгород Зрителей: 2500 Судьи: Владимир Охрименко (Уфа) ; Рафаэль Ганиев (Калуга):Федор Дмитриев (Московская обл.) |
| 20 января 2013 17:30 | Отчёт | Дижон Томпсон, Артем Яковенко по 7 | Подборы  | Константин Нестеров 5 | Нагорный дворец спорта профсоюзов, Нижний Новгород Зрителей: 2500 Судьи: Владимир Охрименко (Уфа) ; Рафаэль Ганиев (Калуга):Федор Дмитриев (Московская обл.) |
| 20 января 2013 17:30 | Отчёт | Семен Антонов, Артем Яковенко по 3 | Передачи | Пол Делэйни 3         | Нагорный дворец спорта профсоюзов, Нижний Новгород Зрителей: 2500 Судьи: Владимир Охрименко (Уфа) ; Рафаэль Ганиев (Калуга):Федор Дмитриев (Московская обл.) |

| 21 января 2013 19:30 | Отчёт | Химки                      | 102:72   | Енисей              | Дворец спорта «Новатор», Химки Зрителей: 1300 Судьи: Сергей Буланов (Ульяновск) ; Игорь Деменков (Санкт-Петербург) ; Рафаэль Ганиев (Калуга) |
| 21 января 2013 19:30 | Отчёт | 35:19, 19:22, 20:15, 28:16 |          |                     | Дворец спорта «Новатор», Химки Зрителей: 1300 Судьи: Сергей Буланов (Ульяновск) ; Игорь Деменков (Санкт-Петербург) ; Рафаэль Ганиев (Калуга) |
| 21 января 2013 19:30 | Отчёт | Виталий Фридзон 16         | Очки     | Максим Кривошеев 16 | Дворец спорта «Новатор», Химки Зрителей: 1300 Судьи: Сергей Буланов (Ульяновск) ; Игорь Деменков (Санкт-Петербург) ; Рафаэль Ганиев (Калуга) |
| 21 января 2013 19:30 | Отчёт | Сергей Моня 6              | Подборы  | Хасан Ризвич 7      | Дворец спорта «Новатор», Химки Зрителей: 1300 Судьи: Сергей Буланов (Ульяновск) ; Игорь Деменков (Санкт-Петербург) ; Рафаэль Ганиев (Калуга) |
| 21 января 2013 19:30 | Отчёт | Виталий Фридзон 7          | Передачи | Вячеслав Зайцев 3   | Дворец спорта «Новатор», Химки Зрителей: 1300 Судьи: Сергей Буланов (Ульяновск) ; Игорь Деменков (Санкт-Петербург) ; Рафаэль Ганиев (Калуга) |

| 26 января 2013 18:00 | Отчёт | УНИКС                              | 69:70    | Спартак-Приморье  | Баскет-холл, Казань Зрителей: 2700 Судьи: Антон Махлин (Санкт-Петербург); Семен Овинов (Москва); Илья Путенко (Санкт-Петербург) |
| 26 января 2013 18:00 | Отчёт | 16:12, 21:14, 14:24, 18:20         |          |                   | Баскет-холл, Казань Зрителей: 2700 Судьи: Антон Махлин (Санкт-Петербург); Семен Овинов (Москва); Илья Путенко (Санкт-Петербург) |
| 26 января 2013 18:00 | Отчёт | Костас Каймакоглу 16               | Очки     | Трой Гиленвотэ 23 | Баскет-холл, Казань Зрителей: 2700 Судьи: Антон Махлин (Санкт-Петербург); Семен Овинов (Москва); Илья Путенко (Санкт-Петербург) |
| 26 января 2013 18:00 | Отчёт | Костас Каймакоглу, Чак Эйдсон по 5 | Подборы  | Трой Гиленвотэ 7  | Баскет-холл, Казань Зрителей: 2700 Судьи: Антон Махлин (Санкт-Петербург); Семен Овинов (Москва); Илья Путенко (Санкт-Петербург) |
| 26 января 2013 18:00 | Отчёт | Костас Каймакоглу, Чак Эйдсон по 4 | Передачи | Пол Делэйни 6     | Баскет-холл, Казань Зрителей: 2700 Судьи: Антон Махлин (Санкт-Петербург); Семен Овинов (Москва); Илья Путенко (Санкт-Петербург) |

| 27 января 2013 17:00 | Отчёт | Спартак СПб                | 69:87    | ЦСКА             | Спортивный комплекс «Юбилейный», Санкт-Петербург Зрителей: 5400 Судьи: Сергей Михайлов (Москва); Евгений Ветров (Казань); Алексей Давыдов (Москва) |
| 27 января 2013 17:00 | Отчёт | 17:26, 16:22, 20:19, 16:20 |          |                  | Спортивный комплекс «Юбилейный», Санкт-Петербург Зрителей: 5400 Судьи: Сергей Михайлов (Москва); Евгений Ветров (Казань); Алексей Давыдов (Москва) |
| 27 января 2013 17:00 | Отчёт | Лукас Маврокефалидис 13    | Очки     | Ненад Крстич 18  | Спортивный комплекс «Юбилейный», Санкт-Петербург Зрителей: 5400 Судьи: Сергей Михайлов (Москва); Евгений Ветров (Казань); Алексей Давыдов (Москва) |
| 27 января 2013 17:00 | Отчёт | Василий Заворуев 5         | Подборы  | Виктор Хряпа 5   | Спортивный комплекс «Юбилейный», Санкт-Петербург Зрителей: 5400 Судьи: Сергей Михайлов (Москва); Евгений Ветров (Казань); Алексей Давыдов (Москва) |
| 27 января 2013 17:00 | Отчёт | Зак Райт 4                 | Передачи | Милош Теодосич 7 | Спортивный комплекс «Юбилейный», Санкт-Петербург Зрителей: 5400 Судьи: Сергей Михайлов (Москва); Евгений Ветров (Казань); Алексей Давыдов (Москва) |

### Второй круг
| 27 января 2013 17:40 | Отчёт | Нижний Новгород                  | 84:44    | Енисей                                    | Нагорный дворец спорта профсоюзов, Нижний Новгород Зрителей: 2000 Судьи: Антон Махлин (Санкт-Петербург) ; Илья Путенко (Санкт-Петербург) ; Игорь Деменков (Санкт-Петербург) |
| 27 января 2013 17:40 | Отчёт | 21:6, 20:16, 21:7, 22:15         |          |                                           | Нагорный дворец спорта профсоюзов, Нижний Новгород Зрителей: 2000 Судьи: Антон Махлин (Санкт-Петербург) ; Илья Путенко (Санкт-Петербург) ; Игорь Деменков (Санкт-Петербург) |
| 27 января 2013 17:40 | Отчёт | Дижон Томпсон 25                 | Очки     | Девон Джефферсон, Элмедин Киканович по 10 | Нагорный дворец спорта профсоюзов, Нижний Новгород Зрителей: 2000 Судьи: Антон Махлин (Санкт-Петербург) ; Илья Путенко (Санкт-Петербург) ; Игорь Деменков (Санкт-Петербург) |
| 27 января 2013 17:40 | Отчёт | Вадим Панин, Артем Яковенко по 6 | Подборы  | Девон Джефферсон 9                        | Нагорный дворец спорта профсоюзов, Нижний Новгород Зрителей: 2000 Судьи: Антон Махлин (Санкт-Петербург) ; Илья Путенко (Санкт-Петербург) ; Игорь Деменков (Санкт-Петербург) |
| 27 января 2013 17:40 | Отчёт | Четыре игрока по 3               | Передачи | Забиан Доуделл 2                          | Нагорный дворец спорта профсоюзов, Нижний Новгород Зрителей: 2000 Судьи: Антон Махлин (Санкт-Петербург) ; Илья Путенко (Санкт-Петербург) ; Игорь Деменков (Санкт-Петербург) |

| 3 февраля 2013 17:00 | Отчёт | Локомотив-Кубань           | 75:74    | Нижний Новгород   | Спортивный комплекс «Баскет-Холл», Краснодар Судьи: Сергей Михайлов (Москва) ; Алексей Давыдов (Москва) ; Евгений Ветров (Казань) |
| 3 февраля 2013 17:00 | Отчёт | 19:17, 15:21, 24:14, 17:22 |          |                   | Спортивный комплекс «Баскет-Холл», Краснодар Судьи: Сергей Михайлов (Москва) ; Алексей Давыдов (Москва) ; Евгений Ветров (Казань) |
| 3 февраля 2013 17:00 | Отчёт | Ник Калатес 22             | Очки     | Артём Яковенко 20 | Спортивный комплекс «Баскет-Холл», Краснодар Судьи: Сергей Михайлов (Москва) ; Алексей Давыдов (Москва) ; Евгений Ветров (Казань) |
| 3 февраля 2013 17:00 | Отчёт | Алекс Марич 10             | Подборы  | Дижон Томпсон 9   | Спортивный комплекс «Баскет-Холл», Краснодар Судьи: Сергей Михайлов (Москва) ; Алексей Давыдов (Москва) ; Евгений Ветров (Казань) |
| 3 февраля 2013 17:00 | Отчёт | Сергей Быков 6             | Передачи | Дмитрий Головин 3 | Спортивный комплекс «Баскет-Холл», Краснодар Судьи: Сергей Михайлов (Москва) ; Алексей Давыдов (Москва) ; Евгений Ветров (Казань) |

| 4 февраля 2013 19:30 | Отчёт | Химки                     | 72:60    | Спартак СПб | Дворец спорта «Новатор», Химки Зрителей: 2150 Судьи: Саша Пукл ; Якуб Замойски ; Олег Латышев (Рига) |
| 4 февраля 2013 19:30 | Отчёт | 14:5, 19:18, 21:13, 18:24 |          |             | Дворец спорта «Новатор», Химки Зрителей: 2150 Судьи: Саша Пукл ; Якуб Замойски ; Олег Латышев (Рига) |
| 4 февраля 2013 19:30 | Отчёт | Виталий Фридзон 25        | Очки     | Зак Райт 17 | Дворец спорта «Новатор», Химки Зрителей: 2150 Судьи: Саша Пукл ; Якуб Замойски ; Олег Латышев (Рига) |
| 4 февраля 2013 19:30 | Отчёт | Пол Дэвис 6               | Подборы  | Зак Райт 5  | Дворец спорта «Новатор», Химки Зрителей: 2150 Судьи: Саша Пукл ; Якуб Замойски ; Олег Латышев (Рига) |
| 4 февраля 2013 19:30 | Отчёт | Зоран Планинич 4          | Передачи | Зак Райт 4  | Дворец спорта «Новатор», Химки Зрителей: 2150 Судьи: Саша Пукл ; Якуб Замойски ; Олег Латышев (Рига) |

| 6 февраля 2013 20:00 | Отчёт | Красные крылья                          | 83:52    | Спартак-Приморье | МТЛ-Арена, Самара |
| 6 февраля 2013 20:00 | Отчёт | 26:13, 17:15, 27:15, 13:9               |          |                  | МТЛ-Арена, Самара |
| 6 февраля 2013 20:00 | Отчёт | Честер Симмонс 19                       | Очки     | Артём Забелин 14 | МТЛ-Арена, Самара |
| 6 февраля 2013 20:00 | Отчёт | Евгений Колесников, Честер Симмонс по 6 | Подборы  | Артём Забелин 12 | МТЛ-Арена, Самара |
| 6 февраля 2013 20:00 | Отчёт | Три игрока по 3                         | Передачи | Пол Делэйни 5    | МТЛ-Арена, Самара |

| 7 февраля 2013 19:00 | Отчёт | ЦСКА                                | 89:79    | УНИКС            | Универсальный спортивный комплекс ЦСКА, Москва Зрителей: 1713 Судьи: Владимир Охрименко (Уфа) ; Сергей Буланов (Ульяновск) ; Алексей Давыдов (Москва) |
| 7 февраля 2013 19:00 | Отчёт | 26:22, 18:22, 35:14, 10:21          |          |                  | Универсальный спортивный комплекс ЦСКА, Москва Зрителей: 1713 Судьи: Владимир Охрименко (Уфа) ; Сергей Буланов (Ульяновск) ; Алексей Давыдов (Москва) |
| 7 февраля 2013 19:00 | Отчёт | Ненад Крстич 16                     | Очки     | Чак Эйдсон 26    | Универсальный спортивный комплекс ЦСКА, Москва Зрителей: 1713 Судьи: Владимир Охрименко (Уфа) ; Сергей Буланов (Ульяновск) ; Алексей Давыдов (Москва) |
| 7 февраля 2013 19:00 | Отчёт | Ненад Крстич 6                      | Подборы  | Чак Эйдсон 5     | Универсальный спортивный комплекс ЦСКА, Москва Зрителей: 1713 Судьи: Владимир Охрименко (Уфа) ; Сергей Буланов (Ульяновск) ; Алексей Давыдов (Москва) |
| 7 февраля 2013 19:00 | Отчёт | Владимир Мицов, Милош Теодосич по 4 | Передачи | Террелл Лайдэй 4 | Универсальный спортивный комплекс ЦСКА, Москва Зрителей: 1713 Судьи: Владимир Охрименко (Уфа) ; Сергей Буланов (Ульяновск) ; Алексей Давыдов (Москва) |

| 10 февраля 2013 19:10 | Отчёт | Енисей                                | 87:94    | Локомотив-Кубань    | Дворец спорта Имени Ивана Ярыгина, Красноярск Зрителей: 2100 Судьи: Владимир Охрименко (Уфа) ; Семён Овинов (Москва) ; Максим Колычев (Москва) |
| 10 февраля 2013 19:10 | Отчёт | 23:19, 26:26, 16:22, 22:27            |          |                     | Дворец спорта Имени Ивана Ярыгина, Красноярск Зрителей: 2100 Судьи: Владимир Охрименко (Уфа) ; Семён Овинов (Москва) ; Максим Колычев (Москва) |
| 10 февраля 2013 19:10 | Отчёт | Девон Джефферсон 24                   | Очки     | Мантас Калниетис 35 | Дворец спорта Имени Ивана Ярыгина, Красноярск Зрителей: 2100 Судьи: Владимир Охрименко (Уфа) ; Семён Овинов (Москва) ; Максим Колычев (Москва) |
| 10 февраля 2013 19:10 | Отчёт | Девон Джефферсон 5                    | Подборы  | Алекс Марич 6       | Дворец спорта Имени Ивана Ярыгина, Красноярск Зрителей: 2100 Судьи: Владимир Охрименко (Уфа) ; Семён Овинов (Москва) ; Максим Колычев (Москва) |
| 10 февраля 2013 19:10 | Отчёт | Девон Джефферсон, Забиан Доуделл по 4 | Передачи | Мантас Калниетис 7  | Дворец спорта Имени Ивана Ярыгина, Красноярск Зрителей: 2100 Судьи: Владимир Охрименко (Уфа) ; Семён Овинов (Москва) ; Максим Колычев (Москва) |

| 10 февраля 2013 17:40 | Отчёт | Нижний Новгород            | 76:80    | Триумф                            | Нагорный дворец спорта профсоюзов, Нижний Новгород Зрителей: 1750 Судьи: Якуб Замойски ; Рафаэль Ганиев (Калуга) ; Сергей Беляков (Ижевск) |
| 10 февраля 2013 17:40 | Отчёт | 13:20, 19:19, 16:19, 28:22 |          |                                   | Нагорный дворец спорта профсоюзов, Нижний Новгород Зрителей: 1750 Судьи: Якуб Замойски ; Рафаэль Ганиев (Калуга) ; Сергей Беляков (Ижевск) |
| 10 февраля 2013 17:40 | Отчёт | Артём Яковенко 23          | Очки     | Сергей Карасёв 22                 | Нагорный дворец спорта профсоюзов, Нижний Новгород Зрителей: 1750 Судьи: Якуб Замойски ; Рафаэль Ганиев (Калуга) ; Сергей Беляков (Ижевск) |
| 10 февраля 2013 17:40 | Отчёт | Дижон Томпсон 6            | Подборы  | Евгений Валиев, Тивайн Макки по 6 | Нагорный дворец спорта профсоюзов, Нижний Новгород Зрителей: 1750 Судьи: Якуб Замойски ; Рафаэль Ганиев (Калуга) ; Сергей Беляков (Ижевск) |
| 10 февраля 2013 17:40 | Отчёт | Семён Антонов 5            | Передачи | Тивайн Макки 5                    | Нагорный дворец спорта профсоюзов, Нижний Новгород Зрителей: 1750 Судьи: Якуб Замойски ; Рафаэль Ганиев (Калуга) ; Сергей Беляков (Ижевск) |

| 10 февраля 2013 13:00 | Отчёт | УНИКС                      | 76:70    | Химки                              | Баскет-холл, Казань Зрителей: 3500 Судьи: Сергей Защук ; Арнис Озолс ; Юргис Лавринавичюс |
| 10 февраля 2013 13:00 | Отчёт | 22:17, 12:15, 24:22, 18:16 |          |                                    | Баскет-холл, Казань Зрителей: 3500 Судьи: Сергей Защук ; Арнис Озолс ; Юргис Лавринавичюс |
| 10 февраля 2013 13:00 | Отчёт | Костас Каймакоглу 21       | Очки     | Сергей Моня, Виталий Фридзон по 14 | Баскет-холл, Казань Зрителей: 3500 Судьи: Сергей Защук ; Арнис Озолс ; Юргис Лавринавичюс |
| 10 февраля 2013 13:00 | Отчёт | Костас Каймакоглу 6        | Подборы  | Виталий Фридзон 7                  | Баскет-холл, Казань Зрителей: 3500 Судьи: Сергей Защук ; Арнис Озолс ; Юргис Лавринавичюс |
| 10 февраля 2013 13:00 | Отчёт | Костас Каймакоглу 4        | Передачи | Зоран Планинич 5                   | Баскет-холл, Казань Зрителей: 3500 Судьи: Сергей Защук ; Арнис Озолс ; Юргис Лавринавичюс |

| 15 февраля 2013 20:00 | Отчёт | Красные крылья             | 75:70    | Спартак СПб        | МТЛ-Арена, Самара Зрителей: 1650 Судьи: Якуб Замойски ; Иво Долинек ; Алексей Давыдов (Москва) |
| 15 февраля 2013 20:00 | Отчёт | 16:15, 21:11, 17:14, 21:30 |          |                    | МТЛ-Арена, Самара Зрителей: 1650 Судьи: Якуб Замойски ; Иво Долинек ; Алексей Давыдов (Москва) |
| 15 февраля 2013 20:00 | Отчёт | Андре Смит 19              | Очки     | Янис Стрелниекс 17 | МТЛ-Арена, Самара Зрителей: 1650 Судьи: Якуб Замойски ; Иво Долинек ; Алексей Давыдов (Москва) |
| 15 февраля 2013 20:00 | Отчёт | Андре Смит 6               | Подборы  | Андрей Кощеев 9    | МТЛ-Арена, Самара Зрителей: 1650 Судьи: Якуб Замойски ; Иво Долинек ; Алексей Давыдов (Москва) |
| 15 февраля 2013 20:00 | Отчёт | Аарон Майлз 7              | Передачи | Зак Райт 4         | МТЛ-Арена, Самара Зрителей: 1650 Судьи: Якуб Замойски ; Иво Долинек ; Алексей Давыдов (Москва) |

| 17 февраля 2013 18:00 | Отчёт | Триумф                     | 78:89    | Локомотив-Кубань | Дворец спорта «Триумф», Люберцы Зрителей: 2000 Судьи: Олег Латышев ; Игорь Деменков (Санкт-Петербург) ; Евгений Ветров (Казань) |
| 17 февраля 2013 18:00 | Отчёт | 15:23, 22:20, 23:18, 18:28 |          |                  | Дворец спорта «Триумф», Люберцы Зрителей: 2000 Судьи: Олег Латышев ; Игорь Деменков (Санкт-Петербург) ; Евгений Ветров (Казань) |
| 17 февраля 2013 18:00 | Отчёт | Сергей Карасёв 20          | Очки     | Ник Калатес 19   | Дворец спорта «Триумф», Люберцы Зрителей: 2000 Судьи: Олег Латышев ; Игорь Деменков (Санкт-Петербург) ; Евгений Ветров (Казань) |
| 17 февраля 2013 18:00 | Отчёт | Кайл Лэндри 8              | Подборы  | Ник Калатес 8    | Дворец спорта «Триумф», Люберцы Зрителей: 2000 Судьи: Олег Латышев ; Игорь Деменков (Санкт-Петербург) ; Евгений Ветров (Казань) |
| 17 февраля 2013 18:00 | Отчёт | Тивайн Макки 7             | Передачи | Ник Калатес 8    | Дворец спорта «Триумф», Люберцы Зрителей: 2000 Судьи: Олег Латышев ; Игорь Деменков (Санкт-Петербург) ; Евгений Ветров (Казань) |

| 24 февраля 2013 17:00 | Отчёт | ЦСКА                       | 94:55    | Спартак-Приморье                    | Универсальный спортивный комплекс ЦСКА, Москва Зрителей: 1000 Судьи: Антон Махлин (Санкт-Петербург); Сергей Михайлов (Москва) ; Семён Овинов (Москва) |
| 24 февраля 2013 17:00 | Отчёт | 21:10, 29:10, 19:19, 25:16 |          |                                     | Универсальный спортивный комплекс ЦСКА, Москва Зрителей: 1000 Судьи: Антон Махлин (Санкт-Петербург); Сергей Михайлов (Москва) ; Семён Овинов (Москва) |
| 24 февраля 2013 17:00 | Отчёт | Дмитрий Соколов 18         | Очки     | Алексей Голяхов 11                  | Универсальный спортивный комплекс ЦСКА, Москва Зрителей: 1000 Судьи: Антон Махлин (Санкт-Петербург); Сергей Михайлов (Москва) ; Семён Овинов (Москва) |
| 24 февраля 2013 17:00 | Отчёт | Андрей Воронцевич 10       | Подборы  | Артём Забелин, Чемберлен Огучи по 5 | Универсальный спортивный комплекс ЦСКА, Москва Зрителей: 1000 Судьи: Антон Махлин (Санкт-Петербург); Сергей Михайлов (Москва) ; Семён Овинов (Москва) |
| 24 февраля 2013 17:00 | Отчёт | Теодорос Папалукас 10      | Передачи | Пол Делэйни, Чемберлен Огучи по 2   | Универсальный спортивный комплекс ЦСКА, Москва Зрителей: 1000 Судьи: Антон Махлин (Санкт-Петербург); Сергей Михайлов (Москва) ; Семён Овинов (Москва) |

| 24 февраля 2013 17:30 | Отчёт | Нижний Новгород           | 68:86    | Спартак СПб                            | Нагорный дворец спорта профсоюзов, Нижний Новгород Зрителей: 2500 Судьи: Владимир Охрименко (Уфа) ; Рафаэль Ганиев (Калуга) ;Елена Чернова (Москва) |
| 24 февраля 2013 17:30 | Отчёт | 23:17, 14:23, 24:20, 7:26 |          |                                        | Нагорный дворец спорта профсоюзов, Нижний Новгород Зрителей: 2500 Судьи: Владимир Охрименко (Уфа) ; Рафаэль Ганиев (Калуга) ;Елена Чернова (Москва) |
| 24 февраля 2013 17:30 | Отчёт | Артём Яковенко 16         | Очки     | Владимир Драгичевич 26                 | Нагорный дворец спорта профсоюзов, Нижний Новгород Зрителей: 2500 Судьи: Владимир Охрименко (Уфа) ; Рафаэль Ганиев (Калуга) ;Елена Чернова (Москва) |
| 24 февраля 2013 17:30 | Отчёт | Артём Яковенко 7          | Подборы  | Владимир Драгичевич 7                  | Нагорный дворец спорта профсоюзов, Нижний Новгород Зрителей: 2500 Судьи: Владимир Охрименко (Уфа) ; Рафаэль Ганиев (Калуга) ;Елена Чернова (Москва) |
| 24 февраля 2013 17:30 | Отчёт | Три игрока по 2           | Передачи | Василий Заворуев, Янис Стрелниекс по 3 | Нагорный дворец спорта профсоюзов, Нижний Новгород Зрителей: 2500 Судьи: Владимир Охрименко (Уфа) ; Рафаэль Ганиев (Калуга) ;Елена Чернова (Москва) |

| 25 февраля 2013 19:30 | Отчёт | Триумф                     | 82:90    | Химки                                 | Дворец спорта «Триумф», Люберцы Зрителей: 1500 |
| 25 февраля 2013 19:30 | Отчёт | 19:15, 21:23, 27:25, 15:27 |          |                                       | Дворец спорта «Триумф», Люберцы Зрителей: 1500 |
| 25 февраля 2013 19:30 | Отчёт | Сергей Карасёв 16          | Очки     | Пол Дэвис, Келвин Риверс по 19        | Дворец спорта «Триумф», Люберцы Зрителей: 1500 |
| 25 февраля 2013 19:30 | Отчёт | Кайл Лэндри 7              | Подборы  | Пол Дэвис 10                          | Дворец спорта «Триумф», Люберцы Зрителей: 1500 |
| 25 февраля 2013 19:30 | Отчёт | Тивайн Макки 5             | Передачи | Петтери Копонен, Виталий Фридзон по 4 | Дворец спорта «Триумф», Люберцы Зрителей: 1500 |

| 25 февраля 2013 19:30 | Отчёт | Локомотив-Кубань          | 58:59    | УНИКС                                     | Спортивный комплекс «Баскет-Холл», Краснодар |
| 25 февраля 2013 19:30 | Отчёт | 13:15, 19:11, 20:22, 6:11 |          |                                           | Спортивный комплекс «Баскет-Холл», Краснодар |
| 25 февраля 2013 19:30 | Отчёт | Алекс Марич 12            | Очки     | Чак Эйдсон 11                             | Спортивный комплекс «Баскет-Холл», Краснодар |
| 25 февраля 2013 19:30 | Отчёт | Ник Калатес 8             | Подборы  | Владимир Веремеенко, Пётр Самойленко по 5 | Спортивный комплекс «Баскет-Холл», Краснодар |
| 25 февраля 2013 19:30 | Отчёт | Ник Калатес 7             | Передачи | Чак Эйдсон 4                              | Спортивный комплекс «Баскет-Холл», Краснодар |

| 3 марта 2013 17:40 | Отчёт | Нижний Новгород            | 70:68    | ЦСКА                               | Нагорный дворец спорта профсоюзов, Нижний Новгород Зрителей: 3000 Судьи: Петри Мянтюля (Эспоо) ; Алексей Давыдов (Москва) ; Илья Путенко (Санкт-Петербург) |
| 3 марта 2013 17:40 | Отчёт | 15:16, 21:15, 19:17, 15:20 |          |                                    | Нагорный дворец спорта профсоюзов, Нижний Новгород Зрителей: 3000 Судьи: Петри Мянтюля (Эспоо) ; Алексей Давыдов (Москва) ; Илья Путенко (Санкт-Петербург) |
| 3 марта 2013 17:40 | Отчёт | Семён Антонов 17           | Очки     | Александр Каун, Ненад Крстич по 16 | Нагорный дворец спорта профсоюзов, Нижний Новгород Зрителей: 3000 Судьи: Петри Мянтюля (Эспоо) ; Алексей Давыдов (Москва) ; Илья Путенко (Санкт-Петербург) |
| 3 марта 2013 17:40 | Отчёт | Дижон Томпсон 13           | Подборы  | Андрей Воронцевич 9                | Нагорный дворец спорта профсоюзов, Нижний Новгород Зрителей: 3000 Судьи: Петри Мянтюля (Эспоо) ; Алексей Давыдов (Москва) ; Илья Путенко (Санкт-Петербург) |
| 3 марта 2013 17:40 | Отчёт | Иван Савельев 4            | Передачи | Теодорос Папалукас 3               | Нагорный дворец спорта профсоюзов, Нижний Новгород Зрителей: 3000 Судьи: Петри Мянтюля (Эспоо) ; Алексей Давыдов (Москва) ; Илья Путенко (Санкт-Петербург) |

| 3 марта 2013 19:10 | Отчёт | Енисей                     | 74:78    | Триумф           | Дворец спорта Имени Ивана Ярыгина, Красноярск Зрителей: 2000 Судьи: Сергей Круг (Новосибирск) ; Сергей Михайлов (Москва) ; Максим Колычев (Москва) |
| 3 марта 2013 19:10 | Отчёт | 15:18, 26:23, 22:21, 11:16 |          |                  | Дворец спорта Имени Ивана Ярыгина, Красноярск Зрителей: 2000 Судьи: Сергей Круг (Новосибирск) ; Сергей Михайлов (Москва) ; Максим Колычев (Москва) |
| 3 марта 2013 19:10 | Отчёт | Джейсон Рич 21             | Очки     | Кайл Лэндри 22   | Дворец спорта Имени Ивана Ярыгина, Красноярск Зрителей: 2000 Судьи: Сергей Круг (Новосибирск) ; Сергей Михайлов (Москва) ; Максим Колычев (Москва) |
| 3 марта 2013 19:10 | Отчёт | Джейсон Рич 7              | Подборы  | Сергей Карасёв 7 | Дворец спорта Имени Ивана Ярыгина, Красноярск Зрителей: 2000 Судьи: Сергей Круг (Новосибирск) ; Сергей Михайлов (Москва) ; Максим Колычев (Москва) |
| 3 марта 2013 19:10 | Отчёт | Забиан Доуделл 9           | Передачи | Тивайн Макки 7   | Дворец спорта Имени Ивана Ярыгина, Красноярск Зрителей: 2000 Судьи: Сергей Круг (Новосибирск) ; Сергей Михайлов (Москва) ; Максим Колычев (Москва) |

| 3 марта 2013 13:00 | Отчёт | УНИКС                      | 74:66    | Красные крылья    | Баскет-холл, Казань Зрителей: 3500 Судьи: Томас Ясевичюс (Вильнюс) ; Владимир Охрименко (Уфа) ; Антон Махлин (Санкт-Петербург) |
| 3 марта 2013 13:00 | Отчёт | 21:20, 12:15, 19:13, 22:18 |          |                   | Баскет-холл, Казань Зрителей: 3500 Судьи: Томас Ясевичюс (Вильнюс) ; Владимир Охрименко (Уфа) ; Антон Махлин (Санкт-Петербург) |
| 3 марта 2013 13:00 | Отчёт | Ян Вуюкас 18               | Очки     | Честер Симмонс 20 | Баскет-холл, Казань Зрителей: 3500 Судьи: Томас Ясевичюс (Вильнюс) ; Владимир Охрименко (Уфа) ; Антон Махлин (Санкт-Петербург) |
| 3 марта 2013 13:00 | Отчёт | Чак Эйдсон 6               | Подборы  | Андре Смит 10     | Баскет-холл, Казань Зрителей: 3500 Судьи: Томас Ясевичюс (Вильнюс) ; Владимир Охрименко (Уфа) ; Антон Махлин (Санкт-Петербург) |
| 3 марта 2013 13:00 | Отчёт | Чак Эйдсон 9               | Передачи | Аарон Майлз 6     | Баскет-холл, Казань Зрителей: 3500 Судьи: Томас Ясевичюс (Вильнюс) ; Владимир Охрименко (Уфа) ; Антон Махлин (Санкт-Петербург) |

| 10 марта 2013 17:00 | Отчёт | ЦСКА                          | 83:56    | Локомотив-Кубань                    | Универсальный спортивный комплекс ЦСКА, Москва Зрителей: 2344 Судьи: Олег Латышев ; Юргис Лавринавичюс ; Ааре Халико |
| 10 марта 2013 17:00 | Отчёт | 15:15, 25:19, 18:13, 25:9     |          |                                     | Универсальный спортивный комплекс ЦСКА, Москва Зрителей: 2344 Судьи: Олег Латышев ; Юргис Лавринавичюс ; Ааре Халико |
| 10 марта 2013 17:00 | Отчёт | Сонни Уимз 17                 | Очки     | Мантас Калниетис, Ник Калатес по 13 | Универсальный спортивный комплекс ЦСКА, Москва Зрителей: 2344 Судьи: Олег Латышев ; Юргис Лавринавичюс ; Ааре Халико |
| 10 марта 2013 17:00 | Отчёт | Виктор Хряпа 8                | Подборы  | Деррик Браун 5                      | Универсальный спортивный комплекс ЦСКА, Москва Зрителей: 2344 Судьи: Олег Латышев ; Юргис Лавринавичюс ; Ааре Халико |
| 10 марта 2013 17:00 | Отчёт | Сонни Уимз, Виктор Хряпа по 5 | Передачи | Деррик Браун 4                      | Универсальный спортивный комплекс ЦСКА, Москва Зрителей: 2344 Судьи: Олег Латышев ; Юргис Лавринавичюс ; Ааре Халико |

| 17 марта 2013 19:10 | Отчёт | Енисей                     | 59:67    | Спартак-Приморье   | Дворец спорта Имени Ивана Ярыгина, Красноярск Зрителей: 1500 Судьи: Владимир Охрименко (Уфа) ; Антон Махлин (Санкт-Петербург) ; Илья Путенко (Санкт-Петербург) |
| 17 марта 2013 19:10 | Отчёт | 10:11, 15:11, 17:20, 17:25 |          |                    | Дворец спорта Имени Ивана Ярыгина, Красноярск Зрителей: 1500 Судьи: Владимир Охрименко (Уфа) ; Антон Махлин (Санкт-Петербург) ; Илья Путенко (Санкт-Петербург) |
| 17 марта 2013 19:10 | Отчёт | Элмедин Киканович 13       | Очки     | Чемберлен Огучи 14 | Дворец спорта Имени Ивана Ярыгина, Красноярск Зрителей: 1500 Судьи: Владимир Охрименко (Уфа) ; Антон Махлин (Санкт-Петербург) ; Илья Путенко (Санкт-Петербург) |
| 17 марта 2013 19:10 | Отчёт | Забиан Доуделл 8           | Подборы  | Чемберлен Огучи 8  | Дворец спорта Имени Ивана Ярыгина, Красноярск Зрителей: 1500 Судьи: Владимир Охрименко (Уфа) ; Антон Махлин (Санкт-Петербург) ; Илья Путенко (Санкт-Петербург) |
| 17 марта 2013 19:10 | Отчёт | Забиан Доуделл 5           | Передачи | Пол Делэйни 10     | Дворец спорта Имени Ивана Ярыгина, Красноярск Зрителей: 1500 Судьи: Владимир Охрименко (Уфа) ; Антон Махлин (Санкт-Петербург) ; Илья Путенко (Санкт-Петербург) |

| 18 марта 2013 19:30 | Отчёт | Химки                          | 82:97    | Нижний Новгород | Дворец спорта «Новатор», Химки Зрителей: 1150 |
| 18 марта 2013 19:30 | Отчёт | 13:24, 20:27, 18:24, 31:22     |          |                 | Дворец спорта «Новатор», Химки Зрителей: 1150 |
| 18 марта 2013 19:30 | Отчёт | Сергей Моня 16                 | Очки     | Семён Шашков 29 | Дворец спорта «Новатор», Химки Зрителей: 1150 |
| 18 марта 2013 19:30 | Отчёт | Сергей Моня 8                  | Подборы  | Семён Шашков 10 | Дворец спорта «Новатор», Химки Зрителей: 1150 |
| 18 марта 2013 19:30 | Отчёт | Егор Вяльцев, Сергей Моня по 4 | Передачи | Дижон Томпсон 5 | Дворец спорта «Новатор», Химки Зрителей: 1150 |

| 24 марта 2013 18:00 | Отчёт | Триумф                     | 62:82    | ЦСКА                 | Дворец спорта «Триумф», Люберцы Зрителей: 3000 Судьи: Томас Ясевичюс ; Антон Махлин (Санкт-Петербург) ; Семён Овинов (Москва) |
| 24 марта 2013 18:00 | Отчёт | 17:20, 13:20, 13:23, 19:19 |          |                      | Дворец спорта «Триумф», Люберцы Зрителей: 3000 Судьи: Томас Ясевичюс ; Антон Махлин (Санкт-Петербург) ; Семён Овинов (Москва) |
| 24 марта 2013 18:00 | Отчёт | Тивайн Макки 13            | Очки     | Сонни Уимз 17        | Дворец спорта «Триумф», Люберцы Зрителей: 3000 Судьи: Томас Ясевичюс ; Антон Махлин (Санкт-Петербург) ; Семён Овинов (Москва) |
| 24 марта 2013 18:00 | Отчёт | Кайл Лэндри 7              | Подборы  | Андрей Воронцевич 8  | Дворец спорта «Триумф», Люберцы Зрителей: 3000 Судьи: Томас Ясевичюс ; Антон Махлин (Санкт-Петербург) ; Семён Овинов (Москва) |
| 24 марта 2013 18:00 | Отчёт | Тивайн Макки 5             | Передачи | Теодорос Папалукас 6 | Дворец спорта «Триумф», Люберцы Зрителей: 3000 Судьи: Томас Ясевичюс ; Антон Махлин (Санкт-Петербург) ; Семён Овинов (Москва) |

| 25 марта 2013 19:30 | Отчёт | Химки                                  | 82:81    | Красные крылья    | Дворец спорта «Новатор», Химки Зрителей: 1450 Судьи: Фернанду Роша ; Мурат Бириджик ; Антон Махлин (Санкт-Петербург) |
| 25 марта 2013 19:30 | Отчёт | 20:22, 31:17, 17:25, 14:17             |          |                   | Дворец спорта «Новатор», Химки Зрителей: 1450 Судьи: Фернанду Роша ; Мурат Бириджик ; Антон Махлин (Санкт-Петербург) |
| 25 марта 2013 19:30 | Отчёт | Петтери Копонен, Крешимир Лончар по 16 | Очки     | Честер Симмонс 17 | Дворец спорта «Новатор», Химки Зрителей: 1450 Судьи: Фернанду Роша ; Мурат Бириджик ; Антон Махлин (Санкт-Петербург) |
| 25 марта 2013 19:30 | Отчёт | Крешимир Лончар 7                      | Подборы  | Андре Смит 11     | Дворец спорта «Новатор», Химки Зрителей: 1450 Судьи: Фернанду Роша ; Мурат Бириджик ; Антон Махлин (Санкт-Петербург) |
| 25 марта 2013 19:30 | Отчёт | Егор Вяльцев, Сергей Моня по 5         | Передачи | Аарон Майлз 10    | Дворец спорта «Новатор», Химки Зрителей: 1450 Судьи: Фернанду Роша ; Мурат Бириджик ; Антон Махлин (Санкт-Петербург) |

| 28 марта 2013 19:00 | Отчёт | Спартак-Приморье                       | 84:72    | Красные крылья    | Спорткомплекс «Олимпиец», Владивосток |
| 28 марта 2013 19:00 | Отчёт | 17:22, 24:18, 16:11, 27:21             |          |                   | Спорткомплекс «Олимпиец», Владивосток |
| 28 марта 2013 19:00 | Отчёт | Чемберлен Огучи 20                     | Очки     | Честер Симмонс 14 | Спорткомплекс «Олимпиец», Владивосток |
| 28 марта 2013 19:00 | Отчёт | Пол Делэйни, Максим Колюшкин по 7      | Подборы  | Никита Балашов 8  | Спорткомплекс «Олимпиец», Владивосток |
| 28 марта 2013 19:00 | Отчёт | Чемберлен Огучи, Алексей Суровцев по 3 | Передачи | Аарон Майлз 9     | Спорткомплекс «Олимпиец», Владивосток |

| 1 апреля 2013 19:00 | Отчёт | Спартак-Приморье           | 89:94    | Локомотив-Кубань   | Спорткомплекс «Олимпиец», Владивосток |
| 1 апреля 2013 19:00 | Отчёт | 24:27, 15:23, 28:22, 22:22 |          |                    | Спорткомплекс «Олимпиец», Владивосток |
| 1 апреля 2013 19:00 | Отчёт | Чемберлен Огучи 29         | Очки     | Ричард Хендрикс 17 | Спорткомплекс «Олимпиец», Владивосток |
| 1 апреля 2013 19:00 | Отчёт | Пол Делэйни 5              | Подборы  | Ричард Хендрикс 9  | Спорткомплекс «Олимпиец», Владивосток |
| 1 апреля 2013 19:00 | Отчёт | Пол Делэйни 5              | Передачи | Сергей Быков 5     | Спорткомплекс «Олимпиец», Владивосток |

| 1 апреля 2013 19:00 | Отчёт | Спартак СПб                                | 82:85    | Триумф          | Спортивный комплекс «Юбилейный», Санкт-Петербург Зрителей: 1000 Судьи: Владимир Охрименко (Уфа) ; Евгений Ветров (Казань) ; Семен Овинов (Москва) |
| 1 апреля 2013 19:00 | Отчёт | 26:25, 20:27, 19:10, 17:23                 |          |                 | Спортивный комплекс «Юбилейный», Санкт-Петербург Зрителей: 1000 Судьи: Владимир Охрименко (Уфа) ; Евгений Ветров (Казань) ; Семен Овинов (Москва) |
| 1 апреля 2013 19:00 | Отчёт | Лукас Маврокефалидис 25                    | Очки     | Тивайн Макки 24 | Спортивный комплекс «Юбилейный», Санкт-Петербург Зрителей: 1000 Судьи: Владимир Охрименко (Уфа) ; Евгений Ветров (Казань) ; Семен Овинов (Москва) |
| 1 апреля 2013 19:00 | Отчёт | Лукас Маврокефалидис, Никита Курбанов по 6 | Подборы  | Иван Лазарев 5  | Спортивный комплекс «Юбилейный», Санкт-Петербург Зрителей: 1000 Судьи: Владимир Охрименко (Уфа) ; Евгений Ветров (Казань) ; Семен Овинов (Москва) |
| 1 апреля 2013 19:00 | Отчёт | Зак Райт 7                                 | Передачи | Тивайн Макки 5  | Спортивный комплекс «Юбилейный», Санкт-Петербург Зрителей: 1000 Судьи: Владимир Охрименко (Уфа) ; Евгений Ветров (Казань) ; Семен Овинов (Москва) |

| 1 апреля 2013 19:00 | Отчёт | УНИКС                             | 73:58    | Енисей           | Баскет-холл, Казань Зрителей: 3500 |
| 1 апреля 2013 19:00 | Отчёт | 24:18, 19:11, 16:12, 14:17        |          |                  | Баскет-холл, Казань Зрителей: 3500 |
| 1 апреля 2013 19:00 | Отчёт | Костас Каймакоглу 18              | Очки     | Джейсон Рич 15   | Баскет-холл, Казань Зрителей: 3500 |
| 1 апреля 2013 19:00 | Отчёт | Владимир Веремеенко, Чак Эйдсон 6 | Подборы  | Пётр Губанов 8   | Баскет-холл, Казань Зрителей: 3500 |
| 1 апреля 2013 19:00 | Отчёт | Чак Эйдсон 5                      | Передачи | Забиан Доуделл 3 | Баскет-холл, Казань Зрителей: 3500 |

| 2 апреля 2013 19:00 | Отчёт | Нижний Новгород            | 73:79    | Красные крылья                       | Нагорный дворец спорта профсоюзов, Нижний Новгород Зрителей: 1700 |
| 2 апреля 2013 19:00 | Отчёт | 15:19, 17:23, 25:20, 16:17 |          |                                      | Нагорный дворец спорта профсоюзов, Нижний Новгород Зрителей: 1700 |
| 2 апреля 2013 19:00 | Отчёт | Семён Шашков 21            | Очки     | Никита Балашов, Честер Симмонс по 14 | Нагорный дворец спорта профсоюзов, Нижний Новгород Зрителей: 1700 |
| 2 апреля 2013 19:00 | Отчёт | Семён Антонов 9            | Подборы  | Андре Смит 6                         | Нагорный дворец спорта профсоюзов, Нижний Новгород Зрителей: 1700 |
| 2 апреля 2013 19:00 | Отчёт | Дмитрий Головин 6          | Передачи | Аарон Майлз 3                        | Нагорный дворец спорта профсоюзов, Нижний Новгород Зрителей: 1700 |

| 6 апреля 2013 17:00 | Отчёт | Красные крылья             | 59:72    | Локомотив-Кубань                   | МТЛ-Арена, Самара |
| 6 апреля 2013 17:00 | Отчёт | 16:19, 15:16, 14:18, 14:19 |          |                                    | МТЛ-Арена, Самара |
| 6 апреля 2013 17:00 | Отчёт | Омар Томас 18              | Очки     | Алекс Марич, Ричард Хендрикс по 15 | МТЛ-Арена, Самара |
| 6 апреля 2013 17:00 | Отчёт | Андре Смит 6               | Подборы  | Ричард Хендрикс 10                 | МТЛ-Арена, Самара |
| 6 апреля 2013 17:00 | Отчёт | Аарон Майлз 7              | Передачи | Мантас Калниетис 6                 | МТЛ-Арена, Самара |

| 7 апреля 2013 18:00 | Отчёт | УНИКС                              | 56:57    | Нижний Новгород                    | Баскет-холл, Казань Зрителей: 3500 |
| 7 апреля 2013 18:00 | Отчёт | 18:14, 13:10, 9:14, 16:19          |          |                                    | Баскет-холл, Казань Зрителей: 3500 |
| 7 апреля 2013 18:00 | Отчёт | Владимир Веремеенко 21             | Очки     | Семён Антонов, Дижон Томпсон по 17 | Баскет-холл, Казань Зрителей: 3500 |
| 7 апреля 2013 18:00 | Отчёт | Владимир Веремеенко 9              | Подборы  | Семён Антонов 7                    | Баскет-холл, Казань Зрителей: 3500 |
| 7 апреля 2013 18:00 | Отчёт | Костас Каймакоглу, Чак Эйдсон по 2 | Передачи | Дмитрий Головин 3                  | Баскет-холл, Казань Зрителей: 3500 |

| 7 апреля 2013 17:00 | Отчёт | Спартак СПб               | 66:75    | Спартак-Приморье   | Спортивный комплекс «Юбилейный», Санкт-Петербург Зрителей: 1200 Судьи: Сергей Михайлов (Москва) ; Сергей Беляков (Ижевск) ; Елена Чернова (Москва) |
| 7 апреля 2013 17:00 | Отчёт | 19:16, 19:12, 19:20, 9:27 |          |                    | Спортивный комплекс «Юбилейный», Санкт-Петербург Зрителей: 1200 Судьи: Сергей Михайлов (Москва) ; Сергей Беляков (Ижевск) ; Елена Чернова (Москва) |
| 7 апреля 2013 17:00 | Отчёт | Джошуа Картер 12          | Очки     | Чемберлен Огучи 23 | Спортивный комплекс «Юбилейный», Санкт-Петербург Зрителей: 1200 Судьи: Сергей Михайлов (Москва) ; Сергей Беляков (Ижевск) ; Елена Чернова (Москва) |
| 7 апреля 2013 17:00 | Отчёт | Лукас Маврокефалидис 7    | Подборы  | Чемберлен Огучи 9  | Спортивный комплекс «Юбилейный», Санкт-Петербург Зрителей: 1200 Судьи: Сергей Михайлов (Москва) ; Сергей Беляков (Ижевск) ; Елена Чернова (Москва) |
| 7 апреля 2013 17:00 | Отчёт | Лукас Маврокефалидис 10   | Передачи | Пол Делэйни 8      | Спортивный комплекс «Юбилейный», Санкт-Петербург Зрителей: 1200 Судьи: Сергей Михайлов (Москва) ; Сергей Беляков (Ижевск) ; Елена Чернова (Москва) |

| 11 апреля 2013 19:00 | Отчёт | Енисей                     | 96:65    | Красные крылья      | Дворец спорта имени Ивана Ярыгина, Красноярск Зрителей: 1600 |
| 11 апреля 2013 19:00 | Отчёт | 25:19, 27:15, 25:16, 19:15 |          |                     | Дворец спорта имени Ивана Ярыгина, Красноярск Зрителей: 1600 |
| 11 апреля 2013 19:00 | Отчёт | Элмедин Киканович 24       | Очки     | Алексей Федорчук 17 | Дворец спорта имени Ивана Ярыгина, Красноярск Зрителей: 1600 |
| 11 апреля 2013 19:00 | Отчёт | Максим Кривошеев 10        | Подборы  | Алексей Альмушев 10 | Дворец спорта имени Ивана Ярыгина, Красноярск Зрителей: 1600 |
| 11 апреля 2013 19:00 | Отчёт | Павел Громыко 9            | Передачи | Виталий Зуев 3      | Дворец спорта имени Ивана Ярыгина, Красноярск Зрителей: 1600 |

| 13 апреля 2013 17:30 | Отчёт | Триумф                     | 79:72    | УНИКС                 | Дворец спорта «Триумф», Люберцы Зрителей: 2500 |
| 13 апреля 2013 17:30 | Отчёт | 21:17, 16:24, 21:20, 21:11 |          |                       | Дворец спорта «Триумф», Люберцы Зрителей: 2500 |
| 13 апреля 2013 17:30 | Отчёт | Тивайн Макки 23            | Очки     | Пётр Самойленко 18    | Дворец спорта «Триумф», Люберцы Зрителей: 2500 |
| 13 апреля 2013 17:30 | Отчёт | Тасмин Митчелл 8           | Подборы  | Владимир Веремеенко 9 | Дворец спорта «Триумф», Люберцы Зрителей: 2500 |
| 13 апреля 2013 17:30 | Отчёт | Сергей Карасёв 4           | Передачи | Чак Эйдсон 6          | Дворец спорта «Триумф», Люберцы Зрителей: 2500 |

| 21 апреля 2013 19:00 | Отчёт | Спартак-Приморье           | 68:74    | Химки              | Спорткомплекс «Олимпиец», Владивосток |
| 21 апреля 2013 19:00 | Отчёт | 11:28, 18:14, 29:13, 10:19 |          |                    | Спорткомплекс «Олимпиец», Владивосток |
| 21 апреля 2013 19:00 | Отчёт | Трой Гиленвотэ 21          | Очки     | Виталий Фридзон 14 | Спорткомплекс «Олимпиец», Владивосток |
| 21 апреля 2013 19:00 | Отчёт | Трой Гиленвотэ 6           | Подборы  | Джеймс Огастин 11  | Спорткомплекс «Олимпиец», Владивосток |
| 21 апреля 2013 19:00 | Отчёт | Алексей Голяхов 4          | Передачи | Джеймс Огастин 4   | Спорткомплекс «Олимпиец», Владивосток |

| 21 апреля 2013 17:00 | Отчёт | Красные крылья            | 66:68    | ЦСКА              | МТЛ-Арена, Самара Зрителей: 2300 |
| 21 апреля 2013 17:00 | Отчёт | 13:25, 15:21, 18:15, 20:7 |          |                   | МТЛ-Арена, Самара Зрителей: 2300 |
| 21 апреля 2013 17:00 | Отчёт | Андре Смит 14             | Очки     | Александр Каун 18 | МТЛ-Арена, Самара Зрителей: 2300 |
| 21 апреля 2013 17:00 | Отчёт | Три игрока по 5           | Подборы  | Виктор Хряпа 10   | МТЛ-Арена, Самара Зрителей: 2300 |
| 21 апреля 2013 17:00 | Отчёт | Аарон Майлз 5             | Передачи | Аарон Джексон 5   | МТЛ-Арена, Самара Зрителей: 2300 |

| 21 апреля 2013 17:00 | Отчёт | Локомотив-Кубань           | 61:71    | Спартак СПб                               | Спортивный комплекс «Баскет-Холл», Краснодар Зрителей: 4000 Судьи: Владимир Охрименко (Уфа) ; Алексей Давыдов (Москва) ; Евгений Ветров (Казань) |
| 21 апреля 2013 17:00 | Отчёт | 17:23, 18:14, 13:19, 13:15 |          |                                           | Спортивный комплекс «Баскет-Холл», Краснодар Зрителей: 4000 Судьи: Владимир Охрименко (Уфа) ; Алексей Давыдов (Москва) ; Евгений Ветров (Казань) |
| 21 апреля 2013 17:00 | Отчёт | Деррик Браун 13            | Очки     | Фёдор Дмитриев, Владимир Драгичевич по 13 | Спортивный комплекс «Баскет-Холл», Краснодар Зрителей: 4000 Судьи: Владимир Охрименко (Уфа) ; Алексей Давыдов (Москва) ; Евгений Ветров (Казань) |
| 21 апреля 2013 17:00 | Отчёт | Алекс Марич 7              | Подборы  | Лукас Маврокефалидис 9                    | Спортивный комплекс «Баскет-Холл», Краснодар Зрителей: 4000 Судьи: Владимир Охрименко (Уфа) ; Алексей Давыдов (Москва) ; Евгений Ветров (Казань) |
| 21 апреля 2013 17:00 | Отчёт | Ник Калатес 9              | Передачи | Джошуа Картер 6                           | Спортивный комплекс «Баскет-Холл», Краснодар Зрителей: 4000 Судьи: Владимир Охрименко (Уфа) ; Алексей Давыдов (Москва) ; Евгений Ветров (Казань) |

| 23 апреля 2013 19:10 | Отчёт | Енисей                     | 68:90    | Химки             | Дворец спорта имени Ивана Ярыгина, Красноярск Зрителей: 1200 Судьи: Антон Махлин (Санкт-Петербург) ; Рафаэль Ганиев (Калуга) ; Василий Галкин (Челябинск) |
| 23 апреля 2013 19:10 | Отчёт | 21:21, 16:18, 19:32, 12:19 |          |                   | Дворец спорта имени Ивана Ярыгина, Красноярск Зрителей: 1200 Судьи: Антон Махлин (Санкт-Петербург) ; Рафаэль Ганиев (Калуга) ; Василий Галкин (Челябинск) |
| 23 апреля 2013 19:10 | Отчёт | Максим Кривошеев 14        | Очки     | Три игрока по 15  | Дворец спорта имени Ивана Ярыгина, Красноярск Зрителей: 1200 Судьи: Антон Махлин (Санкт-Петербург) ; Рафаэль Ганиев (Калуга) ; Василий Галкин (Челябинск) |
| 23 апреля 2013 19:10 | Отчёт | Девон Джефферсон 9         | Подборы  | Сергей Моня 8     | Дворец спорта имени Ивана Ярыгина, Красноярск Зрителей: 1200 Судьи: Антон Махлин (Санкт-Петербург) ; Рафаэль Ганиев (Калуга) ; Василий Галкин (Челябинск) |
| 23 апреля 2013 19:10 | Отчёт | Забиан Доуделл 4           | Передачи | Дмитрий Хвостов 8 | Дворец спорта имени Ивана Ярыгина, Красноярск Зрителей: 1200 Судьи: Антон Махлин (Санкт-Петербург) ; Рафаэль Ганиев (Калуга) ; Василий Галкин (Челябинск) |

| 26 апреля 2013 19:00 | Отчёт | Спартак-Приморье                  | 87:92    | Нижний Новгород   | Спорткомплекс «Олимпиец», Владивосток |
| 26 апреля 2013 19:00 | Отчёт | 20:26, 22:27, 17:16, 28:23        |          |                   | Спорткомплекс «Олимпиец», Владивосток |
| 26 апреля 2013 19:00 | Отчёт | Пол Делэйни 23                    | Очки     | Семён Антонов 24  | Спорткомплекс «Олимпиец», Владивосток |
| 26 апреля 2013 19:00 | Отчёт | Артём Забелин 5                   | Подборы  | Вадим Панин 7     | Спорткомплекс «Олимпиец», Владивосток |
| 26 апреля 2013 19:00 | Отчёт | Пол Делэйни, Чемберлен Огучи по 4 | Передачи | Дмитрий Головин 5 | Спорткомплекс «Олимпиец», Владивосток |

| 29 апреля 2013 19:10 | Отчёт | Енисей                     | 83:70    | УНИКС               | Дворец спорта имени Ивана Ярыгина, Красноярск Зрителей: 1200 |
| 29 апреля 2013 19:10 | Отчёт | 20:15, 22:19, 18:15, 23:21 |          |                     | Дворец спорта имени Ивана Ярыгина, Красноярск Зрителей: 1200 |
| 29 апреля 2013 19:10 | Отчёт | Забиан Доуделл 17          | Очки     | Майр Четмэн 19      | Дворец спорта имени Ивана Ярыгина, Красноярск Зрителей: 1200 |
| 29 апреля 2013 19:10 | Отчёт | Девон Джефферсон 14        | Подборы  | Костас Каймакоглу 9 | Дворец спорта имени Ивана Ярыгина, Красноярск Зрителей: 1200 |
| 29 апреля 2013 19:10 | Отчёт | Забиан Доуделл 8           | Передачи | Чак Эйдсон 6        | Дворец спорта имени Ивана Ярыгина, Красноярск Зрителей: 1200 |

| 3 мая 2013 17:00 | Отчёт | ЦСКА                     | 74:65    | Химки             | Универсальный спортивный комплекс ЦСКА, Москва Зрителей: 3573 Судьи: Сергей Буланов (Ульяновск) ; Антон Махлин (Санкт-Петербург) ; Семён Овинов (Москва) |
| 3 мая 2013 17:00 | Отчёт | 29:26, 9:8, 23:13, 13:18 |          |                   | Универсальный спортивный комплекс ЦСКА, Москва Зрителей: 3573 Судьи: Сергей Буланов (Ульяновск) ; Антон Махлин (Санкт-Петербург) ; Семён Овинов (Москва) |
| 3 мая 2013 17:00 | Отчёт | Ненад Крстич 13          | Очки     | Келвин Риверс 14  | Универсальный спортивный комплекс ЦСКА, Москва Зрителей: 3573 Судьи: Сергей Буланов (Ульяновск) ; Антон Махлин (Санкт-Петербург) ; Семён Овинов (Москва) |
| 3 мая 2013 17:00 | Отчёт | Ненад Крстич 8           | Подборы  | Сергей Моня 7     | Универсальный спортивный комплекс ЦСКА, Москва Зрителей: 3573 Судьи: Сергей Буланов (Ульяновск) ; Антон Махлин (Санкт-Петербург) ; Семён Овинов (Москва) |
| 3 мая 2013 17:00 | Отчёт | Сонни Уимз 7             | Передачи | Виталий Фридзон 4 | Универсальный спортивный комплекс ЦСКА, Москва Зрителей: 3573 Судьи: Сергей Буланов (Ульяновск) ; Антон Махлин (Санкт-Петербург) ; Семён Овинов (Москва) |

| 8 мая 2013 19:30 | Отчёт | Триумф                     | 72:68    | Красные крылья     | Дворец спорта «Триумф», Люберцы Зрителей: 1500 |
| 8 мая 2013 19:30 | Отчёт | 15:23, 16:16, 22:14, 19:15 |          |                    | Дворец спорта «Триумф», Люберцы Зрителей: 1500 |
| 8 мая 2013 19:30 | Отчёт | Кайл Лэндри 28             | Очки     | Дмитрий Кулагин 24 | Дворец спорта «Триумф», Люберцы Зрителей: 1500 |
| 8 мая 2013 19:30 | Отчёт | Кайл Лэндри 9              | Подборы  | Никита Балашов 7   | Дворец спорта «Триумф», Люберцы Зрителей: 1500 |
| 8 мая 2013 19:30 | Отчёт | Тивайн Макки 11            | Передачи | Андре Смит 5       | Дворец спорта «Триумф», Люберцы Зрителей: 1500 |

| 8 мая 2013 18:30 | Отчёт | Локомотив-Кубань           | 73:82    | Химки             | Спортивный комплекс «Баскет-Холл», Краснодар |
| 8 мая 2013 18:30 | Отчёт | 13:18, 14:23, 31:22, 15:19 |          |                   | Спортивный комплекс «Баскет-Холл», Краснодар |
| 8 мая 2013 18:30 | Отчёт | Валерий Лиходей 19         | Очки     | Зоран Планинич 17 | Спортивный комплекс «Баскет-Холл», Краснодар |
| 8 мая 2013 18:30 | Отчёт | Ричард Хендрикс 9          | Подборы  | Сергей Моня 7     | Спортивный комплекс «Баскет-Холл», Краснодар |
| 8 мая 2013 18:30 | Отчёт | Мантас Калниетис 7         | Передачи | Зоран Планинич 5  | Спортивный комплекс «Баскет-Холл», Краснодар |

| 8 мая 2013 17:00 | Отчёт | Спартак СПб                | 70:67    | Енисей                                   | Спортивный комплекс «Юбилейный», Санкт-Петербург |
| 8 мая 2013 17:00 | Отчёт | 15:16, 13:18, 20:15, 22:18 |          |                                          | Спортивный комплекс «Юбилейный», Санкт-Петербург |
| 8 мая 2013 17:00 | Отчёт | Зак Райт 20                | Очки     | Девон Джефферсон 24                      | Спортивный комплекс «Юбилейный», Санкт-Петербург |
| 8 мая 2013 17:00 | Отчёт | Лукас Маврокефалидис 7     | Подборы  | Девон Джефферсон 11                      | Спортивный комплекс «Юбилейный», Санкт-Петербург |
| 8 мая 2013 17:00 | Отчёт | Зак Райт 4                 | Передачи | Девон Джефферсон,Андрей Комаровский по 5 | Спортивный комплекс «Юбилейный», Санкт-Петербург |

| 8 мая 2013 19:00 | Отчёт | Спартак-Приморье                      | 66:78    | УНИКС                               | Спорткомплекс «Олимпиец», Владивосток |
| 8 мая 2013 19:00 | Отчёт | 17:19, 9:24, 23:17, 17:18             |          |                                     | Спорткомплекс «Олимпиец», Владивосток |
| 8 мая 2013 19:00 | Отчёт | Трой Гиленвотэ 21                     | Очки     | Костас Каймакоглу, Чак Эйдсон по 14 | Спорткомплекс «Олимпиец», Владивосток |
| 8 мая 2013 19:00 | Отчёт | Алексей Суровцев, Трой Гиленвотэ по 6 | Подборы  | Чак Эйдсон 6                        | Спорткомплекс «Олимпиец», Владивосток |
| 8 мая 2013 19:00 | Отчёт | Пол Делэйни 6                         | Передачи | Чак Эйдсон 5                        | Спорткомплекс «Олимпиец», Владивосток |

| 11 мая 2013 13:00 | Отчёт | Красные крылья            | 78:60    | Енисей              | МТЛ-Арена, Самара Зрителей: 730 |
| 11 мая 2013 13:00 | Отчёт | 20:11, 14:26, 22:7, 22:16 |          |                     | МТЛ-Арена, Самара Зрителей: 730 |
| 11 мая 2013 13:00 | Отчёт | Андре Смит 16             | Очки     | Девон Джефферсон 16 | МТЛ-Арена, Самара Зрителей: 730 |
| 11 мая 2013 13:00 | Отчёт | Андре Смит 11             | Подборы  | Элмедин Киканович 9 | МТЛ-Арена, Самара Зрителей: 730 |
| 11 мая 2013 13:00 | Отчёт | Виктор Заряжко 6          | Передачи | Вячеслав Зайцев 3   | МТЛ-Арена, Самара Зрителей: 730 |

| 12 мая 2013 19:00 | Отчёт | Спартак-Приморье           | 78:71    | Триумф            | Спорткомплекс «Олимпиец», Владивосток |
| 12 мая 2013 19:00 | Отчёт | 24:25, 19:15, 17:10, 18:21 |          |                   | Спорткомплекс «Олимпиец», Владивосток |
| 12 мая 2013 19:00 | Отчёт | Артём Забелин 17           | Очки     | Сергей Карасёв 18 | Спорткомплекс «Олимпиец», Владивосток |
| 12 мая 2013 19:00 | Отчёт | Алексей Суровцев 11        | Подборы  | Сергей Карасёв 7  | Спорткомплекс «Олимпиец», Владивосток |
| 12 мая 2013 19:00 | Отчёт | Пол Делэйни 7              | Передачи | Тивайн Макки 7    | Спорткомплекс «Олимпиец», Владивосток |